# Croazia
La Croazia, ufficialmente Repubblica di Croazia (in croato Republika Hrvatska), è uno Stato membro dell'Unione europea, situato nella penisola balcanica, nell'Europa meridionale. La Croazia è una repubblica parlamentare e, al 2021, conta una popolazione di 3 871 833 abitanti. La capitale è Zagabria. 
Confina a nord con la Slovenia, a nord-est con l'Ungheria, a est con la Serbia, a sud con la Bosnia ed Erzegovina e il Montenegro, mentre a ovest è affacciata sul mare Adriatico. La sua superficie territoriale è di 56594 km² di cui 620 di acque interne. La lingua ufficiale è il croato. La regione istriana adotta ufficialmente il bilinguismo (croato e italiano), ma la sua attuazione varia a livello comunale.
Tra il 1102 e il 1918 la Croazia fu unita al Regno d'Ungheria, seguendone le sorti; fu successivamente un'unità territoriale della Jugoslavia fino al 1991 — fatta eccezione per l'effimero Stato Indipendente di Croazia, Paese fantoccio asservito alla coalizione nazifascista dell'Asse italo-tedesco — divenendone indipendente all'inizio delle guerre dei Balcani. La Croazia aderisce alla NATO dal 1º aprile 2009 e dal 1º luglio 2013 è il 28º membro dell'Unione europea ed è membro dell'Iniziativa Adriatico Ionica. La Croazia è uno dei membri fondatori dell'Unione per il Mediterraneo. Dal 1º gennaio 2023 la Croazia fa parte dell'Eurozona e dello spazio Schengen.
Il Paese ha due giorni di festa nazionale: il 30 maggio, anniversario dell'indipendenza dichiarata, e l'8 ottobre, anniversario di quella effettiva, dalla Jugoslavia nel 1991.

## Storia

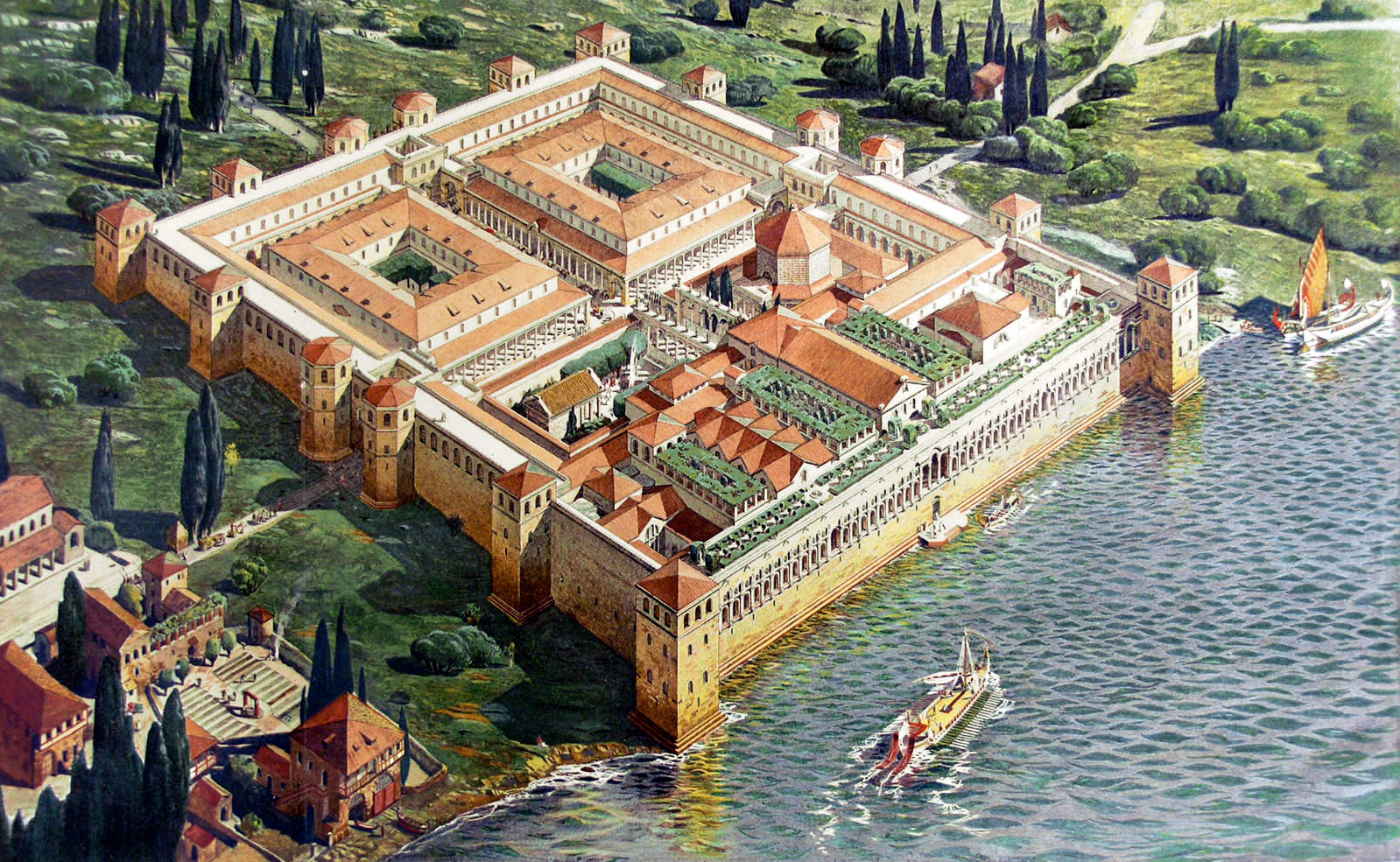
Ricostruzione del palazzo imperiale di Diocleziano a Spalato al momento del suo completamento nel 305

### Antichità e medioevo
Fra il II secolo a.C. e il I secolo a.C. la regione abitata dagli Illiri cadde in potere dei Romani (province di Pannonia e Illiria) che la governarono fino al V secolo dell'era volgare.
Nel tardo Impero romano fu invasa prima dagli Ostrogoti e poi dagli Avari. Ristabilita la sovranità romana (Impero romano d'Oriente) nel VI secolo, fu occupata, nel secolo successivo, dai Croati, una tribù slava originaria dell'odierna Ucraina, essi si convertirono al cristianesimo attorno al VIII secolo assieme al principe Porga. Nel X secolo Tomislao I, principe della Croazia Dalmatica, conquistò il Principato della Croazia Pannonica, costituendo un unico regno indipendente, il Regno di Croazia e Dalmazia, di cui divenne il primo sovrano nel 925.
Nel 1102 fu annesso al Regno di Ungheria, il cui re era stato chiamato a governarla dal 1091. I re d'Ungheria garantirono ampia autonomia e protezione dalle potenze vicine (Sacro Romano Impero, Venezia, Bisanzio e più tardi Mongoli e Turchi).

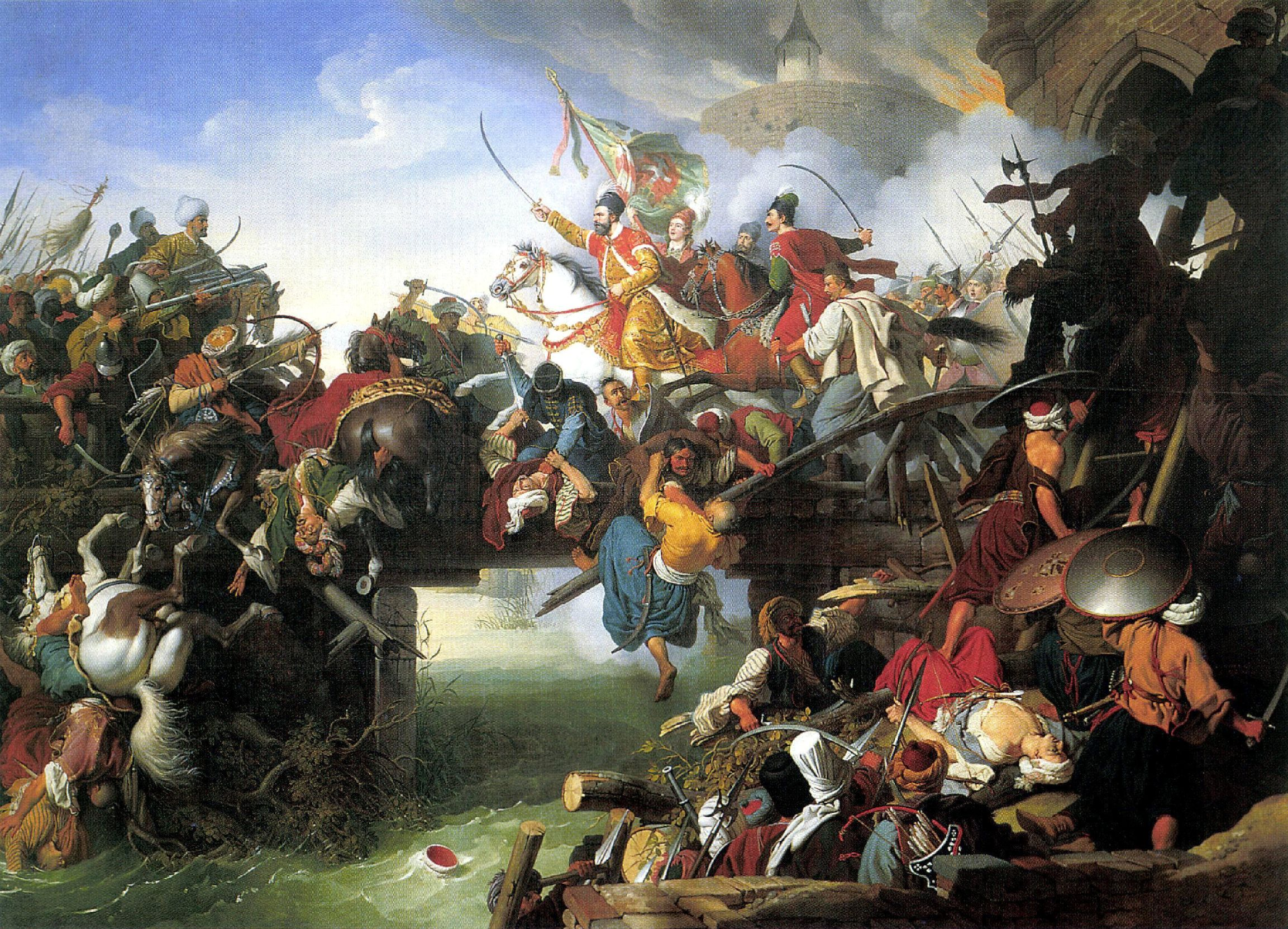
La carica di Nikola Šubić Zrinski dalla fortezza di Szigetvár nel corso dell'assedio di Szigetvár, 1566

### Età moderna e contemporanea
In età moderna, precisamente nel 1527, la Croazia diventò parte dell'Impero asburgico. Come un regno autonomo apparteneva ai territori delle Terre della Corona di Santo Stefano (l'Ungheria in senso stretto con la Transilvania e la Croazia-Slavonia), dal 1868 Regno di Croazia e Slavonia.
Alcune città dalmate (eccetto la Repubblica di Ragusa) fecero parte dello Stato da Mar veneto dal 1409 al 1797 (trattato di Campoformio). Dopo la breve dominazione francese, la Dalmazia nel 1816 divenne un paese della corona austriaca (Regno di Dalmazia). L'Istria costiera occidentale apparteneva sin dal Medioevo alla Repubblica di Venezia, mentre Pisino fu una contea in seno all'Arciducato d'Austria. In seguito al Congresso di Vienna (1815), l'Istria fece parte dell'Impero asburgico, dal 1860 come Margraviato d'Istria in seno al Litorale austriaco.
Al termine della prima guerra mondiale, con il trattato di Versailles, la Croazia-Slavonia e la Dalmazia entrarono a far parte del Regno dei Serbi, Croati e Sloveni, successivamente denominato (1929) Regno di Jugoslavia, mentre l'Istria e la città di Fiume furono annesse al Regno d'Italia del quale fecero parte integrante fino al termine della seconda guerra mondiale. Nel 1939 la Croazia divenne un'entità autonoma (Banato di Croazia).

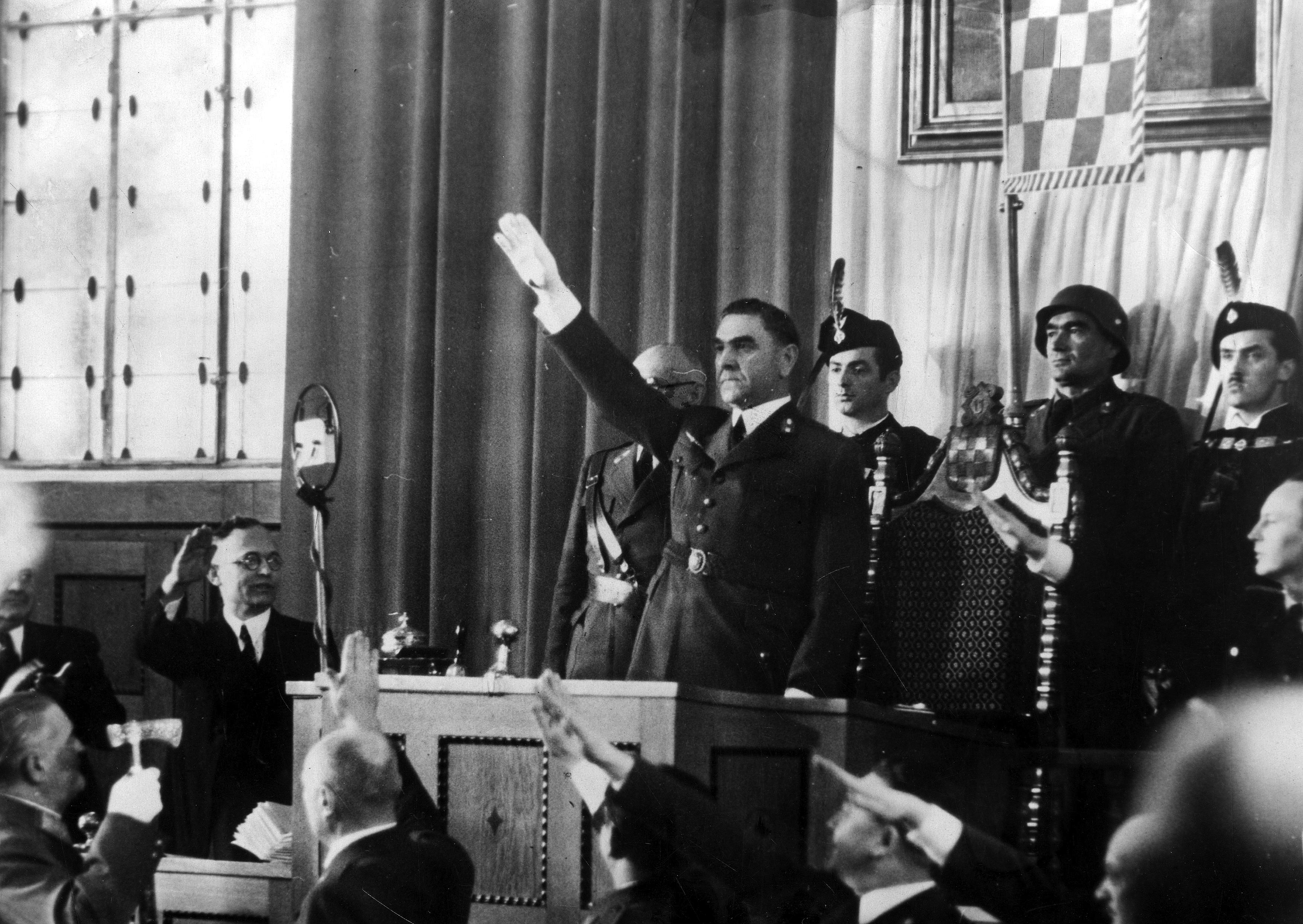
Ante Pavelić, Stato Indipendente di Croazia, 1942

Nel 1941, nel corso della seconda guerra mondiale, grazie all'appoggio italo-tedesco, la Croazia si costituì in Stato nominalmente indipendente, ma di fatto satellite delle Potenze dell'Asse, con un governo collaborazionista presieduto da Ante Pavelić.
Al termine del conflitto nel 1945, il territorio croato fu costituito a repubblica all'interno della Repubblica Socialista Federale di Jugoslavia (come Repubblica Popolare di Croazia, dal 1963 Repubblica Socialista di Croazia), sotto la presidenza del maresciallo Tito, che instaurò un governo socialista spesso in disaccordo con l'Unione Sovietica, tanto da attirare le deboli simpatie dell'Occidente, in netto contrasto con la politica sovietica. La maggior parte dell'Istria venne incorporata nella Repubblica Socialista Federale di Jugoslavia, e a sua volta spartita tra Slovenia e Croazia dopo la seconda guerra mondiale. Da ciò derivò l'esodo delle popolazioni italiane istriane, fiumane e dalmate. Il nazionalismo si fece sentire nella Primavera croata del 1971, ma fu represso dalle autorità jugoslave.
Con la morte di Tito e la grave crisi economica degli anni 1980, la Lega dei Comunisti di Jugoslavia affrontò gravi disaccordi interni, con le delegazioni croate e slovene che rivendicavano maggiore autonomia e quella serba, guidata da Slobodan Milošević, di orientamento contrario. I delegati croati e sloveni abbandonarono il XIV congresso del partito nel gennaio del 1990 e nel 1991 Slovenia e Croazia (guidata da Franjo Tuđman) si proclamarono indipendenti. Nonostante il riconoscimento internazionale, anticipato da Islanda, Vaticano, Austria e Germania, la Croazia combatté la propria guerra d'indipendenza contro l'esercito jugoslavo a guida serba tra il 1991 e il 1995, con episodi quali la battaglia di Vukovar nel 1991 e l'operazione Tempesta nel 1995 per la riconquista della Krajina, che portò all'esodo della popolazione serba di Croazia. Negli stessi anni, la Croazia aiutò i croato-bosniaci durante la guerra in Bosnia ed Erzegovina. Questi conflitti jugoslavi si conclusero con gli Accordi di Dayton del 1995 e gli accordi di Erdut per la reintegrazione della Slavonia orientale (cf. UNTAES). Tuđman risultò essere il primo presidente della Repubblica croata, e rimase in carica fino al giorno della sua morte avvenuta il 10 dicembre 1999.
La Croazia è Stato membro del Consiglio d'Europa dal 1996 e dell'Unione europea dal 2013.

## Geografia

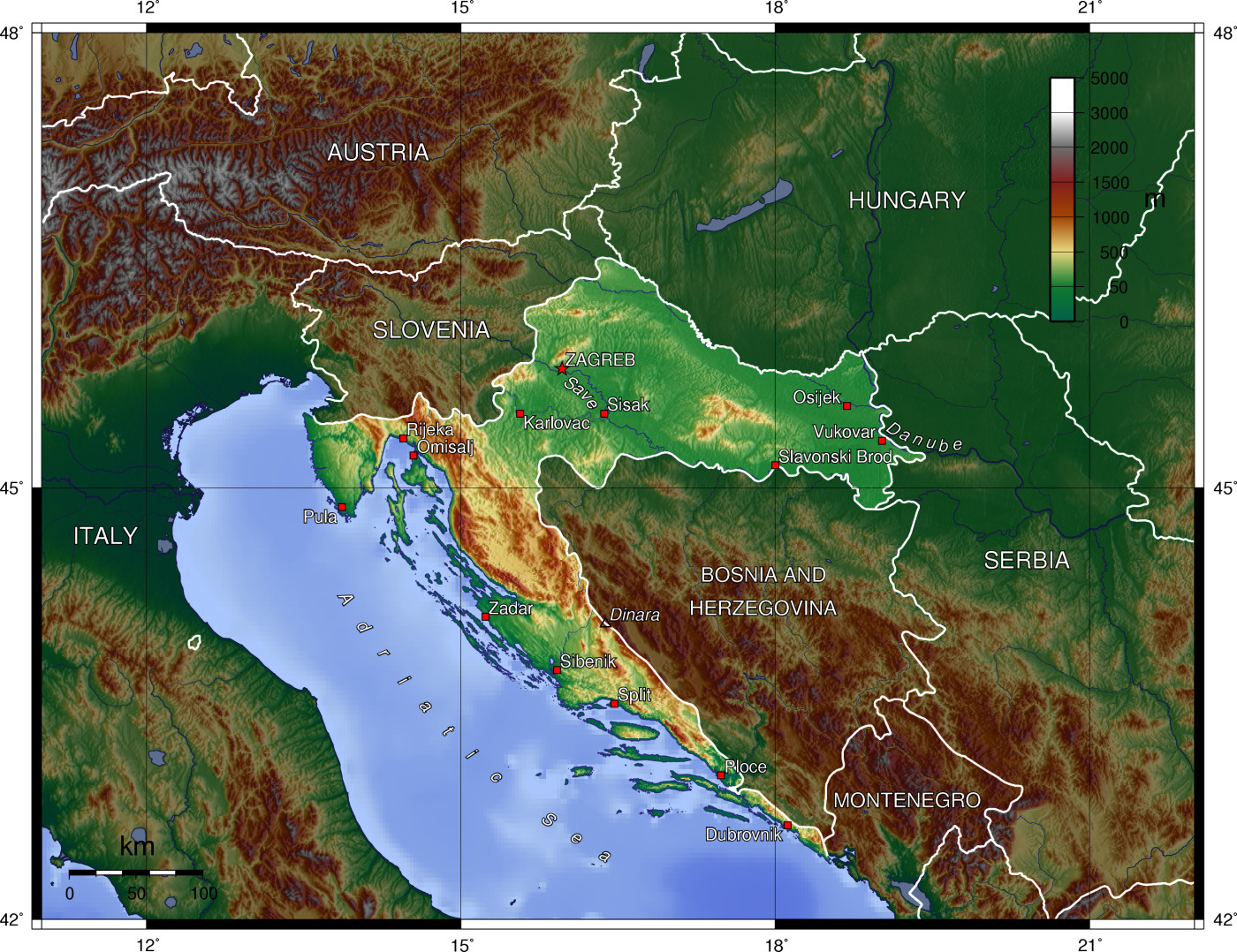
Carta topografica della Croazia

La Croazia è situata nell'Europa meridionale, si affaccia sul Mare Adriatico e il suo territorio comprende parte delle Alpi Dinariche e l'estremo occidentale del bassopiano Pannonico.

### Morfologia
Da un punto di vista morfologico il paese può essere distinto in tre zone con caratteristiche climatiche, geografiche e culturali diverse: la fascia costiera, le catene montuose e la vasta area pianeggiante.

#### Il bassopiano pannonico
Nella parte orientale del paese si trova un'estesa pianura interrotta solo da alcune formazioni collinari, l'area fa parte del bacino dei fiumi Drava e Sava, affluenti del Danubio.
In questa zona dal clima continentale, si distinguono la Croazia settentrionale e la Slavonia:
- la Croazia settentrionale comprende l'area tra il fiume Kupa e il confine con l'Ungheria, le pianure lungo i fiumi Sava e Kupa, le aree intorno alle città di Zagabria, Karlovac e Sisak che demograficamente ed economicamente rappresentano il centro della Croazia, l'area montuosa dello Zagorje e la regione di Međimurje nella parte nord-orientale del paese fra i fiumi Drava e Mur.
- la Slavonia comprende l'estremità orientale del paese costituita in prevalenza da pianure del bassopiano pannonico situate lungo i fiumi Sava (Posavina) e Drava (Podravina) fino al Danubio.

#### La zona montuosa delle Alpi Dinariche

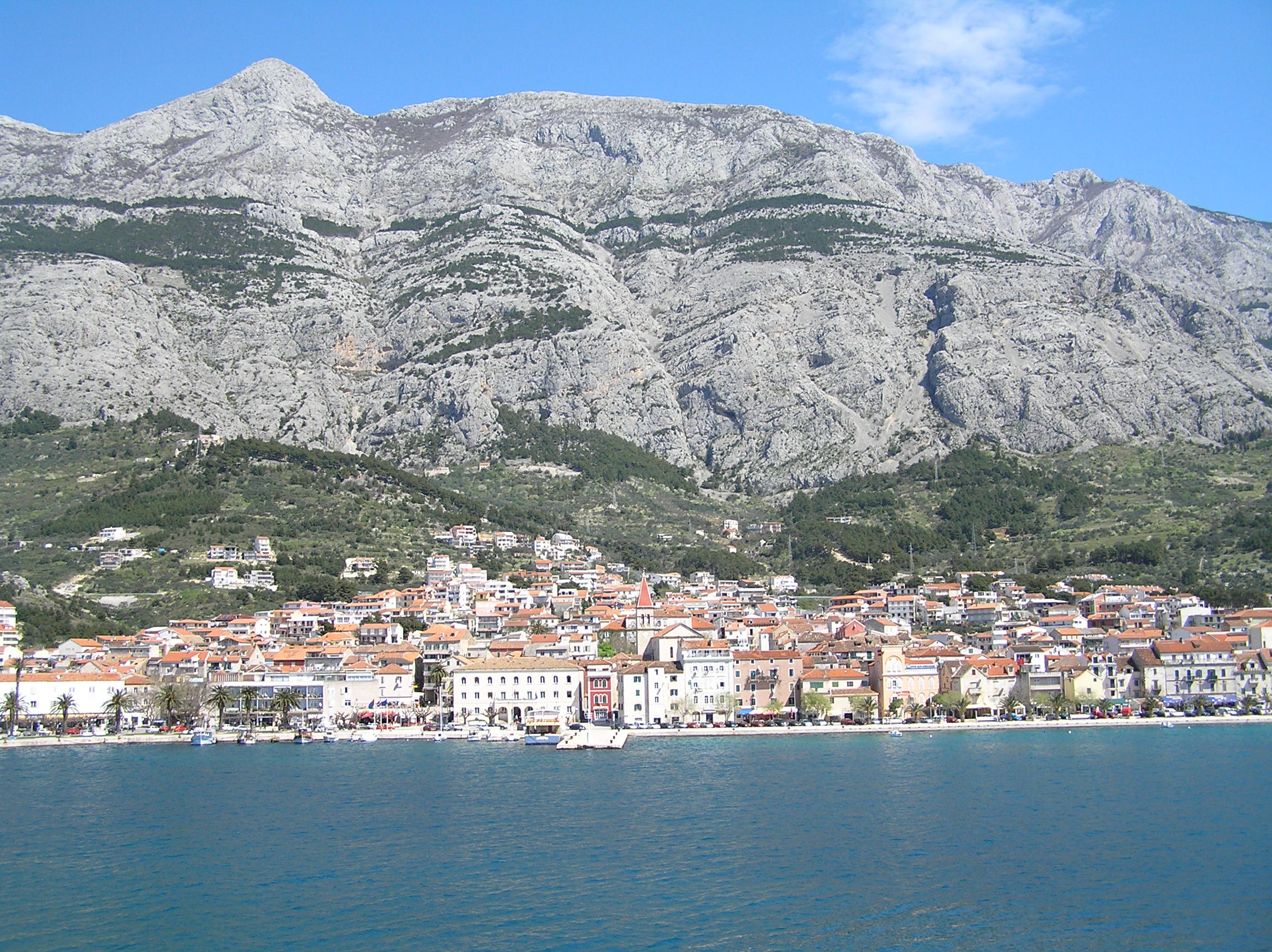
Dalmazia

La zona montuosa è situata nella parte centrale del paese ed è caratterizzata da rilievi medio elevati che costituiscono lo spartiacque fra il bacino del Danubio e l'Adriatico. Il clima è alpino. Fanno parte di quest'area la regione del Gorski Kotar tra Fiume e Karlovac, le valli di Licca e Crobavia tra la catena costiera delle Alpi Bebie e il confine con la Bosnia e una parte dell'entroterra dalmata (Dalmatinska Zagora, e il monte Biocovo).
La costa adriatica
La zona costiera è caratterizzata da clima mediterraneo. L'ampiezza della fascia costiera è molto variabile, da pochi chilometri (in corrispondenza dei rilievi del Velebit e di Biocovo) in altre zone si allarga notevolmente nell'entroterra. Da nord a sud si possono individuare le seguenti regioni storiche:
- L'Istria, la penisola nella parte settentrionale del paese
- La regione del Litorale Croato (Hrvatsko Primorje) corrispondente all'area intorno a Fiume e Segna con le isole del golfo del Quarnero
- La Dalmazia con la sua costa frastagliata e che si estende verso sud da Zara comprendendo le numerose isole antistanti la costa e città storiche come Ragusa e Spalato.

I monti principali sono il monte Dinara (1831 m s.l.m.) e il monte Vaganski Vrh (Monte Drago, nella catena delle Bebie) con un'altitudine di 1758 m s.l.m.
Alla Croazia fanno capo 1 244 formazioni insulari. Il clima è continentale.

### Idrografia

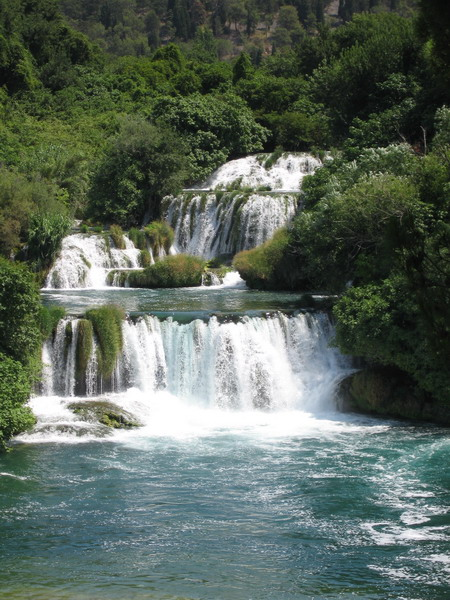
Le cascate del fiume Cherca

La gran parte dei fiumi della Croazia appartiene al bacino del Mar Nero (Danubio, Sava, Drava, Kupa e Una), ma un ridotto numero di fiumi sfocia nel Mare Adriatico (Zermagna, Cherca, Čikola, Cettina e Narenta). I fiumi nella parte settentrionale del paese hanno problemi di inquinamento, soprattutto la Sava nel tratto compreso tra Zagabria e Sisak.
I fiumi più lunghi sono la Sava (562 km) e la Drava (505 km), che delimitano parte del confine tra Croazia e Bosnia-Erzegovina e Ungheria. Entrambi sfociano nel Danubio di cui la Sava è l'affluente principale, in ordine di apporto idrico mentre la Drava è il quarto. Il Danubio delimita il confine tra la Croazia e la provincia serba della Vojvodina. Il tratto croato del Danubio è lungo 188 km.
L'alto corso del fiume Kupa (269 km) forma il confine naturale fra Croazia e Slovenia, sfocia nella Sava a Sisak. Altri affluenti del Danubio sono il Korana, il Krapinica, la Lonja, la Mur e il Vuka.
I fiumi provenienti dalle Alpi Dinariche e che sfociano nell'Adriatico hanno un corso breve, fatta eccezione per la Narenta.
Le coste sono caratterizzate da una flora mediterranea mentre i rilievi sono coperti da fitte foreste di latifoglie e conifere.
Tra i laghi sono da segnalare quelli di Plitvice, riconosciuti come patrimonio dell'umanità dall'UNESCO, al confine con la Bosnia-Erzegovina, e quello di Peruća, ubicato tra le cittadine di Signo e Verlicca. Il Parco nazionale dei laghi di Plitvice è una riserva forestale di 295 km², nella Croazia centrale. Sedici laghi terrazzati sono collegati da cascate che si estendono in un canyon calcareo. I viali e i sentieri escursionistici si snodano intorno ai laghi; i quattro inferiori ospitano la Veliki Slap, una cascata di 78 metri.

### Clima

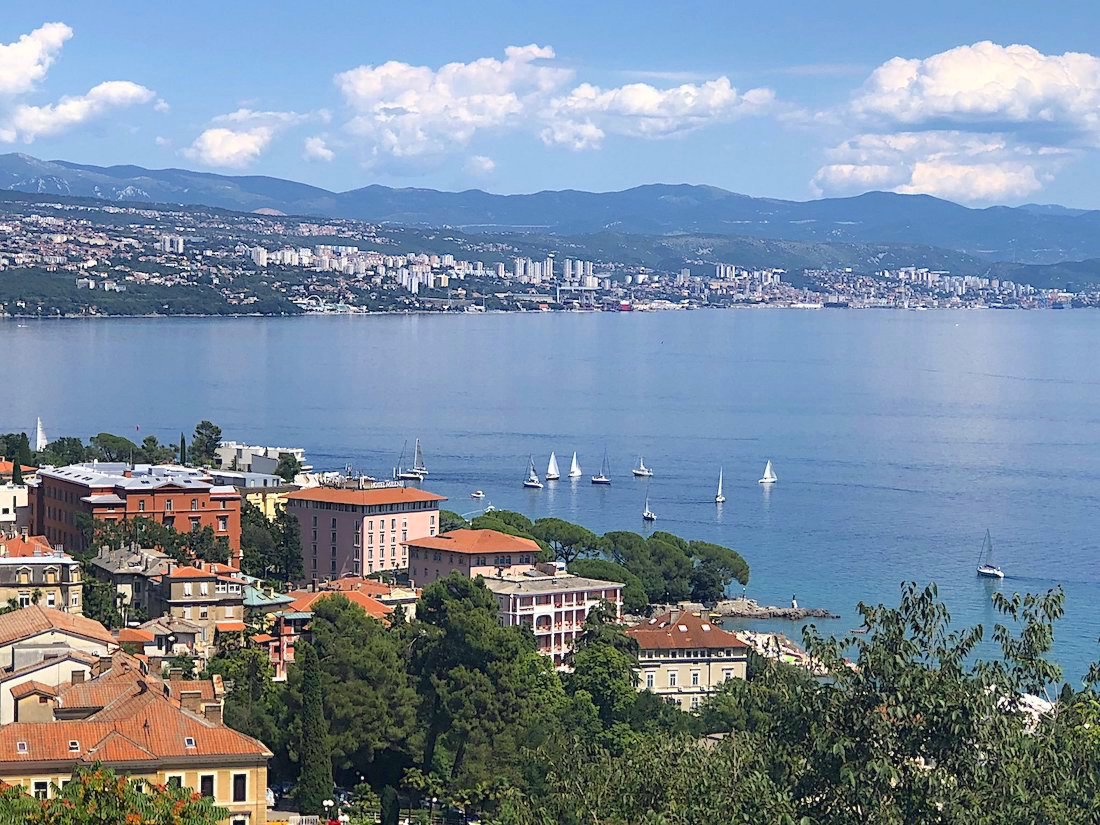
Fiume e Abbazia

Si distinguono quattro aree climatiche:
- pianure interne, con clima semi-continentale caratterizzato da estati secche e abbastanza calde (medie di luglio attorno ai 22-23 °C) ma con forti contrasti (possono esserci molti giorni di fila con massime intorno ai 35 °C e afa e, per contro, periodi molto freschi caratterizzati da forte maltempo) e inverni freddi (0-1 °C di media in gennaio) con cieli spesso coperti e nebulosità diffusa e frequente, nevicate non infrequenti ma raramente intense e persistenza del manto nevoso al suolo abbastanza prolungata (specie nelle zone nord-orientali).
- regioni montuose: queste zone hanno clima di tipo alpino con estati moderatamente calde (ma condizionate dall'altitudine e con frequenti temporali, soprattutto pomeridiani) e inverni rigidi (con medie invernali inferiori a 0 °C). Le nevicate sono frequenti e spesso copiose sui rilievi a quote medio-alte (dove la neve può cadere abbondante anche in primavera). Le precipitazioni annue, in queste regioni montuose, sono in genere tra moderate e abbondanti, con picchi soprattutto autunnali e tardo primaverili.
- regioni costiere: hanno clima temperato caldo di tipo submediterraneo, contraddistinte da estati calde e soleggiate ma abbastanza ventilate (medie giornaliere di luglio 23-25 °C) e inverni miti (medie giornaliere di gennaio che si portano dai 5 °C ai 7 °C circa procedendo da nord verso sud, a eccezione delle zone più esposte alla bora dove si scende anche a 3 °C). Le precipitazioni sono in genere abbondanti in tutte le stagioni tranne che in estate (un picco precipitativo più marcato si ha tra ottobre e novembre), le nevicate sono sporadiche (se non rare) e la neve solo eccezionalmente permane al suolo per più di uno o due giorni.
- la Zagora, l'entroterra pedemontano della Dalmazia che si estende in latitudine da Zara a Spalato: questa zona è relativamente poco esposta alle brezze marine a causa della presenza di colline costiere, perciò subisce massime estive più elevate rispetto alla costa (non mancano giornate torride).

### Regioni storiche e geografiche
Croazia Centrale o Zagabrese-Moslavina-Murania
     Slavonia o Slavonia-Barania-Sirmia
     Croazia Montana o Liburnia Montana-Licca
     Litorale Croato Settentrionale o Istria-Liburnia Litorale-Quarnero
     Dalmazia o Dalmazia-Ragusa

Macroregioni della Croazia:
Croazia Centrale o Zagabrese-Moslavina-Murania
Slavonia o Slavonia-Barania-Sirmia
Croazia Montana o Liburnia Montana-Licca
Litorale Croato Settentrionale o Istria-Liburnia Litorale-Quarnero
Dalmazia o Dalmazia-Ragusa

Accanto alle regioni amministrative, vengono talora individuate alcune regioni storiche e geografiche, prive di status istituzionale; oltre alle regioni storiche note, ve ne sono alcune proposte in sedi pubblicistiche:
- Banovina o Banija, nella Croazia centrale tra i fiumi Sava, Una e Kupa;
- Baranja o Baranya, compresa tra la Slavonia e l'Ungheria, nel Nord-est della Croazia; gran parte della regione storica si trova in Ungheria;
- Dalmazia, regione che include la gran parte delle isole croate; va dall'isola di Arbe fino alle Bocche di Cattaro, comprende la città di Ragusa, e ha una superficie totale di circa 13100 km²;
- Gorski Kotar, l'area tra le città di Karlovac e Fiume; comprende anche la città di Delnice e il fiume Kupa la separa dalla Slovenia, a nord;
- Istria (parte croata della penisola); Pola è la città maggiore, nella parte meridionale;
- Val di Canali; piccola regione pianeggiante nella parte meridionale della Croazia da Ragusa Vecchia fino alla penisola di Prevlaka, vicino al Montenegro;
- Kordun, regione della Croazia centrale situata tra la Licca e la Banovina;
- Licca, tra la Croazia continentale e la costa, via di comunicazione tra Zagabria e il mare; ospita il Parco nazionale dei laghi di Plitvice;
- Međimurje, piccola regione nella parte settentrionale della Croazia, situata tra i fiumi Mura e Drava;
- Moslavina, che comprende la regione di Zagabria (Moslavina occidentale), la regione di Sisak e della Moslavina (Moslavina centrale) e la regione di Bjelovar e della Bilogora (Moslavina settentrionale); le sue città più importanti sono Kutina e Ivanić-Grad;
- Podravina, intorno alla Drava lungo il confine settentrionale con l'Ungheria;
- Podunavlje, lungo il confine serbo-croato che, nella parte orientale della Slavonia, segue il corso del Danubio che dà il nome alla regione (Dunav in serbocroato);
- Posavina, intorno al fiume Sava e poi lungo il confine croato-bosniaco nella Slavonia meridionale;
- Prigorje, intorno a Zagabria, tra Žumberak e la Moslavina;
- Slavonia, la parte maggiore della Croazia orientale, giace tra le microregioni Posavina, Podravina, Baranja e Podunavlje (verso est, lungo il confine serbo); tra le città più importanti, Osijek e Đakovo;
- Sirmia (o Srijem), divisa tra la Serbia e la parte più orientale della Croazia;
- Turopolje, microregione nella valle del fiume Sava a sud di Zagabria, con al centro la città di Velika Gorica;
- Hrvatsko Zagorje (o semplicemente Zagorje), a nord di Zagabria, include il sito archeologico di Krapina; a nord confina con la Slovenia, la Podravina e il Međimurje, a est con la Slavonia, a ovest con il Kordun e il Gorski Kotar.

## Società
Al censimento del 2011 la Croazia aveva una popolazione pari a 4 290 612 abitanti. Della popolazione censita del 2001, 4 253 713 (99,14%) persone avevano la cittadinanza croata, 44 340 (1,00%) delle quali avevano doppia cittadinanza. 17 902 persone (0,40%) erano di cittadinanza straniera, gli apolidi erano 9 811 (0,22%) mentre di 10 383 abitanti (0,23%) non è stata accertata la cittadinanza.
L'emigrazione croata è stata consistente: i croati residenti all'estero sono oltre due milioni; la comunità più numerosa è quella insediatasi negli Stati Uniti (Hrvatska bratska zajednica). Nel parlamento croato vi sono alcuni deputati rappresentanti delle comunità croate all'estero e dei croati autoctoni di Bosnia ed Erzegovina.

### Demografia
- Fonte dei dati:

Struttura per età

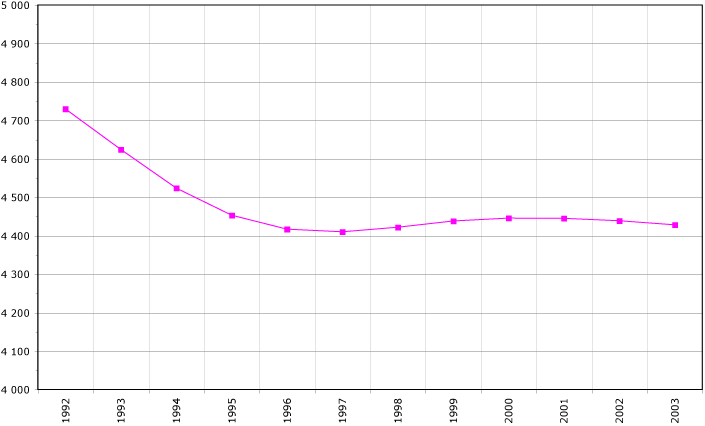
Popolazione della Croazia, Dati della FAO - anno 2005 (in migliaia)

- 0-14 anni: 16,2% (maschi 373 638 / femmine 354 261)
- 15-64 anni: 67% (maschi 1 497 958 / femmine 1 515 314)
- oltre i 65 anni: 16,8% (maschi 288 480 / femmine 465 098)

Tasso di crescita della popolazione
- -0,03%

Tasso di fecondità totale
- 1,4 nati/donna

Natalità
- 9,61 nati/1 000 abitanti

Mortalità
- 11,48 morti/1 000 abitanti

Tasso di migrazione netta
- 1,58 immigranti/1 000 abitanti

Mortalità infantile
- totale: 6,72 morti/1 000 nati vivi
- maschi: 6,7 morti/1 000 nati vivi
- femmine: 6,74 morti/1 000 nati vivi

Aspettativa di vita
- totale: 74,68 anni
- maschi: 71,03 anni
- femmine: 78,53 anni

#### Inverno demografico
| Anno | Popolazione totale | Variazione % |
| ---- | ------------------ | ------------ |
| 1890 | 2 854 558          | -            |
| 1900 | 3 161 456          | +10,8%       |
| 1910 | 3 460 584          | +9,5%        |
| 1921 | 3 443 375          | −0,5%        |
| 1931 | 3 785 455          | +9,9%        |
| 1948 | 3 779 958          | −0,1%        |
| 1953 | 3 936 022          | +4,1%        |
| 1961 | 4 159 696          | +5,7%        |
| 1971 | 4 426 221          | +6,4%        |
| 1981 | 4 601 469          | +4.0%        |
| 1991 | 4 784 265          | +4,0%        |
| 2001 | 4 492 049          | −6,1%        |
| 2011 | 4 456 096          | −0,8%        |
| 2020 | 4 105 267          | −7,9%        |

La popolazione della Croazia è sempre aumentata costantemente dai 2,1 milioni nel 1857 fino al 1991 (quando ha raggiunto il picco di quasi 4,8 milioni), con l'eccezione dei censimenti effettuati nel 1921 e nel 1948, cioè in seguito alle due guerre mondiali, quando la popolazione subì un calo a seguito degli eventi bellici. Dal 1991 in poi, il tasso di mortalità della Croazia ha costantemente superato il suo tasso di natalità e, nonostante sin degli anni 1990 ci sia stata una migrazione netta positiva in Croazia (raggiungendo un livello di oltre 26 000 immigrati netti nel 2018), la popolazione è da allora costantemente diminuita ogni anno. Secondo le ultime stime, nel 2020 la popolazione croata è scesa a 4 047 680 abitanti (mai così pochi dal 1956), con appena 849 609 femmine fertili (15-49 anni), meno del 21% della popolazione totale; sempre nello stesso anno 2020, l'incremento naturale della popolazione ha raggiunto il suo minimo storico di -5,2‰ (tasso di natalità pari a 8,9‰ e tasso di mortalità pari a 14,1‰). Il tasso di fecondità totale è di 1,41 figli per donna, uno dei più bassi al mondo, al di sotto del tasso di sostituzione di 2,1 e notevolmente al di sotto del massimo di 6,18 figli nati per donna nel 1885. Come conseguenza di tutto ciò, la Croazia ha una delle popolazioni più anziane del mondo, con un'età media di 43,9 anni (42 per i maschi e 45,9 per le femmine). L'Ufficio di statistica croato prevede che la popolazione potrebbe ridursi a 3,85 milioni entro il 2061, a seconda del tasso di natalità effettivo e del livello di migrazione netta. Negli ultimi anni, il governo croato è stato sottoposto a pressioni per aumentare le quote di permessi per i lavoratori stranieri ogni anno, raggiungendo il massimo storico di 68 100 nel 2019. In conformità con la sua politica sull'immigrazione, la Croazia sta anche cercando di invogliare gli emigranti a tornare in patria.

### Etnie

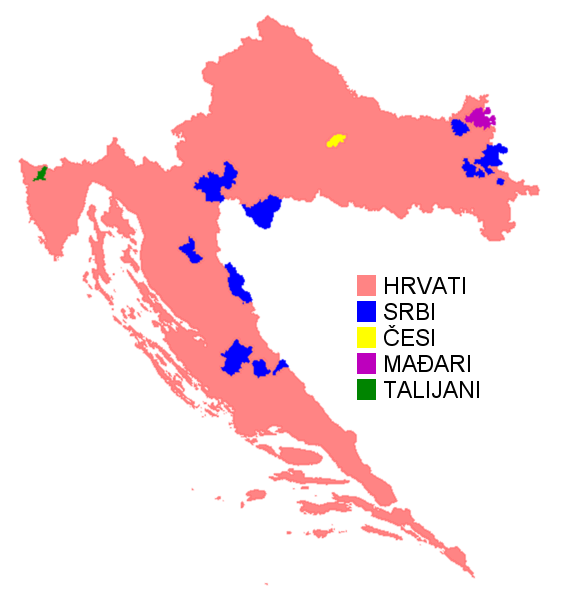
Etnie in Croazia
Croati
Serbi
Cechi
Ungheresi
Italiani

I croati (in lingua croata Hrvati) appartengono alla famiglia dei popoli slavi. Provenendo dall'area delle attuali Polonia e Ucraina, i Croati sono giunti nell'odierna Croazia attorno al VII secolo d.C. Comunità croate autoctone vivono anche in Bosnia ed Erzegovina, Ungheria, Slovenia, Serbia (Voivodina), Montenegro (Bocche di Cattaro), inoltre si trovano insediamenti storici croati in Austria (Burgenland) e in Italia (i croati del Molise).
Il paese è abitato in prevalenza da croati (89,63%) di religione cattolica. Fra le minoranze vi sono serbi (4,54%), bosgnacchi (0,5%), ungheresi (0,37%) e circa 20 000 italiani (ovvero lo 0,45% circa) sparsi tra Istria, Fiume, Dalmazia (Zara, Spalato), Slavonia (Požega) e Moslavina (Sisak), quello che è rimasto di una presenza italiana che prima dell'inizio della seconda guerra mondiale ammontava - nelle terre attualmente croate - a circa 300 000 persone.
La popolazione serba, insediatasi in queste zone dal XVI secolo, in passato era composta per lo più da funzionari dell'Impero austro-ungarico e costituiva una sorta di casta militare scarsamente integrata con il resto della popolazione. Con l'andare dei secoli la situazione cambiò e l'etnia serba si integrò con la popolazione croata. Alla fine della prima guerra mondiale si costituì il Regno dei Serbi, Croati e Sloveni dove le etnie e le varie religioni convissero fra mille tensioni; n'è esempio l'omicidio di tre deputati croati in Parlamento nel 1928, episodio che causò l'abbandono permanente dell'aula da parte di tutti i deputati croati. La degenerazione nei rapporti culminò nelle stragi dei serbi durante la seconda guerra mondiale, quando lo Stato indipendente della Croazia - capeggiato dal dittatore ustascia Ante Pavelić - perseguitò l'etnia serba (o meglio i cristiano-ortodossi). All'inizio delle guerre "etniche" degli anni 1990 dopo l'aggressione serbo-montenegrina alla Croazia, la popolazione serba era concentrata nelle zone della Krajina e della Slavonia, e costituiva il 12% della popolazione complessiva della Croazia. I serbi della Krajina si autoproclamarono indipendenti dalla Croazia, affermando di voler esercitare gli stessi diritti all'autodeterminazione che avevano portato la Croazia a dichiarare la propria indipendenza. Dopo la riconquista della Krajina (con l'operazione Tempesta), circa 400 000 serbi furono costretti a fuggire, perché incalzati dalle truppe croate. Ci furono numerose stragi di popolazioni civili perpetrate dall'esercito croato.
Negli ultimi anni il governo croato, sollecitato dall'Unione europea, ha attuato alcune azioni volte a non ostacolare il rientro dei serbi fuggiti dalla Croazia. Una parte della popolazione serba è effettivamente ritornata; la percentuale dei serbi in Croazia risulta ancor oggi diminuita di quasi due terzi.
In Bosnia-Erzegovina vivono circa 700 000 croati, che sono una delle tre comunità etno-religiose principali e costituenti questo Paese.

#### Composizione della popolazione per nazionalità dichiarata
|    | Etnia        | Popolazione | Percentuale |
| -- | ------------ | ----------- | ----------- |
| 1  | Croati       | 3 977 171   | 90,42%      |
| 2  | Serbi        | 186 633     | 4,4%        |
| 3  | Bosgnacchi   | 20 755      | 0,49%       |
| 4  | Italiani     | 19 636      | 0,44%       |
| 5  | Magiari      | 16 595      | 0,37%       |
| 6  | Albanesi     | 15 082      | 0,34%       |
| 7  | Sloveni      | 13 173      | 0,30%       |
| 8  | Cechi        | 10 510      | 0,24%       |
| 9  | Rom          | 9 463       | 0,21%       |
| 10 | Montenegrini | 4 926       | 0,11%       |
| 11 | Slovacchi    | 4 712       | 0,11%       |
| 12 | Macedoni     | 4 270       | 0,10%       |

#### La presenza autoctona di italiani

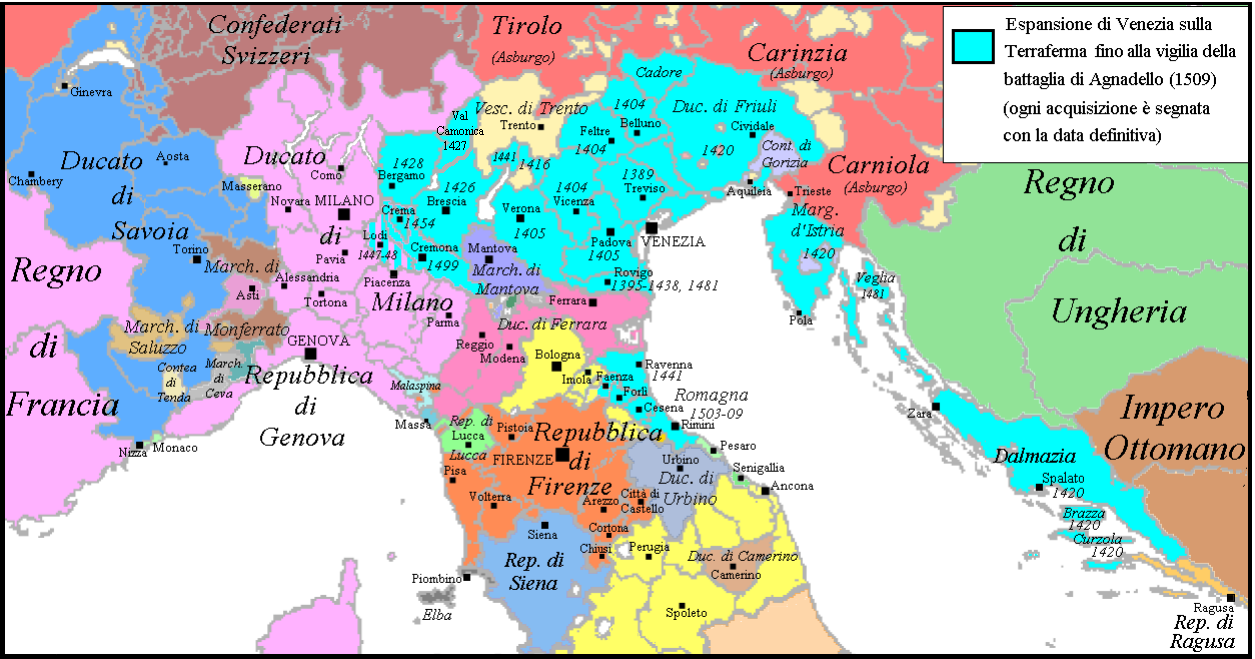
In azzurro chiaro i domini della Repubblica di Venezia nel 1509, tra cui l'Istria, la Dalmazia e il Quarnaro

Gli Italiani di Croazia rappresentano una minoranza residuale di quelle popolazioni italiane autoctone che abitarono per secoli e in gran numero, le coste dell'Istria e le principali città di questa, le coste e le isole della Dalmazia, e il Quarnaro, che erano territori della Repubblica di Venezia.
Per quanto riguarda l'Istria, secondo i censimenti austriaci che raccolsero le dichiarazioni relative alla lingua d'uso nel 1880, 1890, 1900 e 1910, nella regione geografica istriana gli italofoni contavano dal 37,59% (1910) al 41,66% (1880) della popolazione totale, concentrati nella aree costiere occidentali dove raggiungevano anche il 90%. Il numero degli italiani autoctoni dell'Istria subì un drastico calo in seguito all'esodo giuliano dalmata, che avvenne dopo la seconda guerra mondiale e che fu anche cagionato dai "massacri delle foibe".
Secondo il linguista Matteo Bartoli, all'inizio delle guerre napoleoniche (1803), l'italiano era l'idioma parlato come prima lingua da circa il 33% della popolazione della Dalmazia. Secondo il censimento austriaco del 1865 la percentuale dei dalmati italiani raggiungeva il 12,5% del totale nella regione. Tale numero è progressivamente sceso per poi quasi azzerarsi, dopo la seconda guerra mondiale, a causa dell'esodo giuliano dalmata.
Per quanto concerne il Quarnaro, la percentuale di italiani presenti nelle isole di Cherso e Lussino nel 1948 corrispondeva al 43,12% della popolazione totale, mentre nella città quarnerina di Fiume gli italiani erano la maggioranza relativa nel comune (48,61% nel 1910, prima della sua annessione all'Italia), e oltre alla cospicua comunità croata (25,95% nello stesso anno), vi era anche una discreta minoranza ungherese (13,03%). Gli italiani a Fiume salirono, nel 1925, un anno dopo alla sua annessione all'Italia, al 70,7% della popolazione totale. Anche la presenza di italiani autoctoni nel Quarnaro è drasticamente diminuita in seguito all'esodo giuliano dalmata.
In Croazia nel 2001 risiedevano circa 20 000 cittadini autoctoni appartenenti al gruppo etnico italiano (al censimento del 2001 sono stati in 19 636 a dichiararsi di tale nazionalità e 20 521 di madrelingua italiana), che danno vita a 51 Comunità Nazionali Italiane locali e sono organizzati nell'Unione Italiana con sede a Fiume. Sono insediati principalmente nell'area dell'Istria, di Fiume, delle isole del Quarnaro e della Dalmazia. Solo in parte dell'Istria (regione istriana, che però non include la parte nord-orientale peninsulare), a Fiume e nell'arcipelago dei Lussini sono riconosciuti da alcuni statuti comunali come popolazione autoctona, mentre nel resto del Quarnaro e in Dalmazia non viene riconosciuto loro nessuno status particolare.
Nel gruppo etnico italiano sono inserite sia le popolazioni autoctone venetofone (Istria nord-occidentale e Dalmazia) sia quelle istriotofone della costa istriana sud-occidentale. Nel corso del XIX secolo un numero considerevole di artigiani italiani si trasferirono a vivere a Zagabria e in Slavonia (Požega) dove tuttora abitano molti loro discendenti.

#### Le altre popolazioni romanzofone
Sempre in Istria (Val d'Arsa e Seiane (in istrorumeno Jeiani o Jeiăn)) è presente la piccola comunità etnica degli istrorumeni o cicci, popolazione originaria della Romania la cui lingua, di ceppo latino e affine al romeno, risulta quasi estinta in favore del croato.
Altro gruppo etnico originariamente di lingua romanza è quello dei Morlacchi, popolazione affine a quella istroromena rappresentata oggi solo da alcune sparute comunità, e la cui lingua è pressoché estinta.

### Religione
|                           |                           |  |       |       |
| ------------------------- | ------------------------- |  | ----- | ----- |
| Cristianesimo cattolico   | Cristianesimo cattolico   |  | 87,8% | 87,8% |
| Ateismo                   | Ateismo                   |  | 5,2%  | 5,2%  |
| Cristianesimo ortodosso   | Cristianesimo ortodosso   |  | 4,4%  | 4,4%  |
| Islam                     | Islam                     |  | 1,3%  | 1,3%  |
| Cristianesimo protestante | Cristianesimo protestante |  | 0,3%  | 0,3%  |
| altro o non dichiarato    | altro o non dichiarato    |  | 0,9%  | 0,9%  |

La religione predominante è la cristiano-cattolica (87,8%, secondo statistiche cattoliche), seguita da quella cristiano-ortodossa (4,4%) e dall'islam sunnita (1,3%).
Santi patroni dei croati sono san Giuseppe e san Girolamo.

### Lingue
La lingua ufficiale è il croato (variante del serbocroato o croatoserbo), una lingua slava del gruppo meridionale (insieme allo sloveno, bulgaro e macedone) che utilizza l'alfabeto latino.
Le altre lingue (serbo, ungherese e italiano) sono parlate come prima lingua da meno del 5% della popolazione. In Arbanasi, sobborgo di Zara, vive storicamente la minoranza albanese di Croazia.
La lingua italiana è conosciuta, sia come prima lingua sia come lingua straniera, da circa un milione di persone (il 23,91% della popolazione); considerando solo la Regione istriana, la percentuale sale al 32,69%.
Nella Regione istriana vige il bilinguismo ufficiale croato-italiano e l'italiano è parlato da buona parte della popolazione, anche se il livello di tutela della minoranza nazionale italiana è assai diverso da comune a comune.

### Media e libertà d'informazione

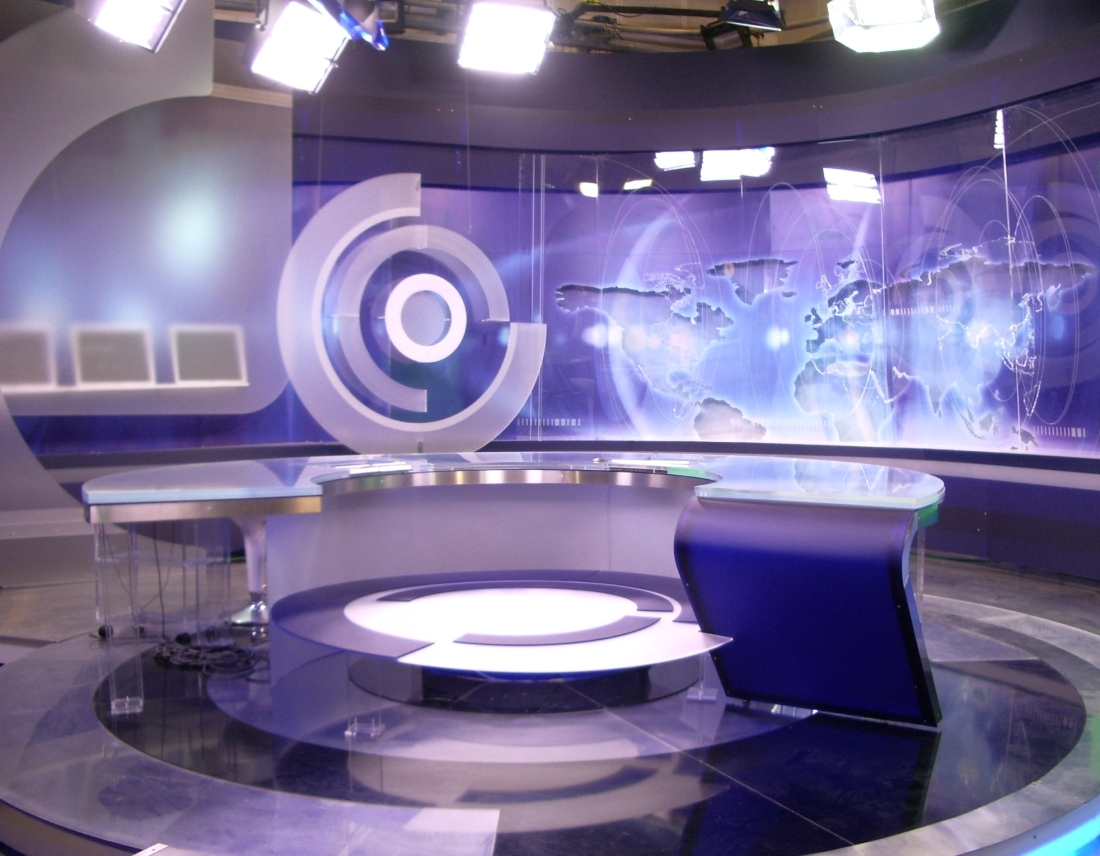
Dnevnik è uno dei programmi di notizie più popolari di HRT.

La televisione, le riviste e i giornali in Croazia sono gestiti sia da società statali, sia da aziende private che dipendono dalla pubblicità, dall'abbonamento e da altri ricavi relativi alle vendite. La Costituzione della Croazia garantisce la libertà di parola. La Croazia si è classificata al 42º posto nel Rapporto sulla libertà della stampa 2023 stilato da Reporter senza frontiere, con un aumento di sei posizioni rispetto all'indice del 2022.
Nelle trasmissioni radiotelevisive, la società croata Radiotelevision (HRT), finanziata dal governo, aveva il monopolio delle trasmissioni trasmesse a livello nazionale fino alla fine degli anni 1990, sebbene un certo numero di emittenti radiofoniche e televisive locali iniziarono a nascere dagli anni 1980. Negli anni successivi alla caduta del comunismo e alla successiva liberalizzazione del mercato dei media, la HRT è stata riorganizzata con il suo ramo infrastrutturale costituito come società separata Transmitters and Communications Ltd (OiV) ed è stato adottato un sistema in cui le società private possono acquisire licenze di trasmissione rinnovabili a livello nazionale e di regione. Il primo canale nazionale privato, Nova TV è stato quindi lanciato nel 2000, a esso si è aggiunto RTL quattro anni dopo, nel 2004. Sia Nova TV sia RTL sono di proprietà straniera.
Nel settore della stampa, il mercato è dominato dalle società croate Europapress Holding e Austrian Styria Media Group che pubblicano i loro quotidiani di punta Jutarnji list, Večernji list e 24sata. Altri quotidiani nazionali ampiamente letti sono Novi list e Vjesnik di proprietà del governo. Il settimanale più popolare di attualità è Globus, insieme a una serie di riviste specializzate, alcune delle quali sono pubblicate da istituzioni culturali sponsorizzate dal governo. Nel settore dell'editoria, il mercato è dominato da diverse case editrici importanti come Školska knjiga, Profil, VBZ, Algoritam e Mozaik e l'evento principale del settore è la fiera Interliber che si tiene annualmente a Zagabria ed è aperta al pubblico.
L'industria cinematografica croata è di piccole dimensioni e fortemente assistita dal governo, principalmente attraverso sovvenzioni approvate dal Ministero della Cultura per film spesso co-prodotti da HRT. Il ministero sponsorizza anche il Festival del cinema di Pola, l'annuale premio cinematografico nazionale, nonché una varietà di festival cinematografici internazionali specializzati come Animafest e ZagrebDox, che spesso presentano programmi che contengono opere di registi locali.
Internet è ampiamente usato nel paese, con circa il 63% della popolazione che ha accesso da casa nel 2012.

## Ordinamento dello Stato

### Costituzione
La Costituzione della Croazia approvata dal Parlamento croato il 22 dicembre 1990 e promulgata lo stesso giorno, è la legge fondamentale dello Stato croato. La Costituzione proclama la Repubblica di Croazia uno "stato unitario e indivisibile, democratico e sociale" che deriva la sua sovranità dal "popolo come comunità di cittadini liberi e uguali". La Costituzione ha subito, nel tempo, numerose modifiche (1997, 2000, 2001, 2010 e 2013). Gli emendamenti costituzionali del 9 novembre 2000 hanno apportato consistenti correttivi che hanno determinato il passaggio da una repubblica semipresidenziale a una repubblica parlamentare, pur mantenendo l'elezione diretta del presidente. In questo modo è stata ridotta la concentrazione di poteri in mano al Presidente prevista dalla precedente versione della Carta costituzionale, costruita su misura dell'ex presidente Franjo Tuđman.
Hanno diritto a proporre modifiche della Costituzione almeno un quinto dei deputati, il Presidente della Repubblica e il Governo. Il Parlamento decide a maggioranza dei voti di tutti i deputati se procedere alle modifiche costituzionali e stabilisce con stessa maggioranza i disegni delle modifiche. Le modifiche della Costituzione vengono approvate a maggioranza dei due terzi di tutti i deputati. Anche un decimo degli elettori (cittadini aventi diritto di voto) possono proporre le modifiche della Costituzione e tale revisione è sottoposta al referendum per approvazione. La modifica viene accolta a maggioranza di voti favorevoli dei cittadini votanti.

### Istituzioni

#### Parlamento
Il Parlamento croato (Hrvatski sabor) è un organismo legislativo unicamerale con al massimo 160 rappresentanti (deputati), eletti mediante voto popolare ogni quattro anni (salvo nei casi di scioglimento anticipato) a suffragio universale e diretto (elettorato passivo: tutti i cittadini che hanno raggiunto 18 anni al momento della votazione). Dal 2011, secondo le norme stabilite con la legge elettorale, il Parlamento conta 151 deputati. 143 vengono eletti usando il sistema proporzionale (metodo d'Hondt nei collegi plurinominali, soglia di sbarramento al 5% in ogni circoscrizione-collegio elettorale). Con le modifiche del 17 febbraio 2015, è possibile per gli elettori esprimere una preferenza per candidato nella lista votata (non è permesso il "voto disgiunto": ogni elettore dispone di un voto di lista e di una preferenza nell'ambito della lista indicata). Otto deputati sono rappresentanti delle minoranze nazionali/etniche (tre serbi, un rappresentante degli italiani, uno degli ungheresi, un rappresentante della minoranza ceca e slovacca e due rappresentanti delle altre minoranze) e vengono eletti col sistema maggioritario a turno unico (maggioranza relativa). I deputati non hanno mandato vincolante e non sono revocabili. Il Sabor si riunisce per due periodi annuali, dal 15 gennaio al 15 luglio e dal 15 settembre al 15 dicembre.
I deputati sono organizzati in gruppi parlamentari che, secondo le norme del Regolamento, sono gli strumenti della presenza dei partiti politici (o coalizioni o deputati indipendenti) all'interno del Parlamento e sono definiti "associazioni di deputati". La condizione numerica minima, prescritta dal Regolamento, per la costituzione del gruppo è di tre deputati.
Il presidente del Parlamento, eletto dall'assemblea per tutta la legislatura, presiede e dirige i lavori del Parlamento e della Presidenza parlamentare (composta dal presidente e da cinque vicepresidenti) secondo le norme stabilite con la Costituzione e il Regolamento del Parlamento.
Le commissioni parlamentari permanenti sono organi collegiali del Parlamento ai quali vengono assegnati i disegni di legge prima che essi vengano discussi in sede parlamentare. La composizione dei membri delle commissioni deve rispettare le proporzioni tra i vari gruppi parlamentari.
Il Parlamento adotta la Costituzione, le modifiche costituzionali e il Regolamento parlamentare; emana le leggi ordinarie (a maggioranza semplice, cioè a maggioranza dei voti di deputati presenti se il quorum - la metà più uno di tutti i deputati - è raggiunto), le leggi organiche (a maggioranza dei voti di tutti i deputati) e le leggi costituzionali che stabiliscono i diritti delle minoranze nazionali/etniche e l'organizzazione della Corte costituzionale (a maggioranza di due terzi di tutti i deputati); ogni anno approva il bilancio (su proposta del Governo a maggioranza dei voti di tutti i deputati); ratifica i trattati internazionali; concede o revoca la fiducia al Governo e svolge anche altri compiti in conformità alla Costituzione. L'iniziativa legislativa appartiene ai deputati, alle commissioni parlamentari, ai gruppi parlamentari e al Governo. Il Parlamento può essere sciolto a maggioranza dei voti di tutti i deputati (maggioranza assoluta), e su proposta del Governo in casi di fiducia negativa e di voto contrario al bilancio dopo 120 giorni dalla presentazione dello stesso (in questi casi è sciolto formalmente dal Presidente della Repubblica con la controfirma del Primo ministro). Il Presidente della Repubblica ha l'obbligo di sciogliere il Parlamento se il nuovo Governo non può formarsi.
Al Parlamento croato spetta anche l'elezione dei giudici della Corte costituzionale, dei componenti di nomina parlamentare del Consiglio Giudiziario dello Stato e del Consiglio dell'Avvocatura/Procura dello Stato, del Presidente della Corte suprema, dell'Avvocato/Procuratore generale dello Stato, del governatore della Banca nazionale croata, del Difensore civico e d'altri pubblici dirigenti, conformemente alla Costituzione e alle leggi.
Il Difensore civico, eletto dal Parlamento per un periodo di otto anni, è il delegato del Parlamento croato per la promozione e la tutela dei diritti umani e delle libertà stabiliti dalla Costituzione, delle leggi e dagli altri atti giuridici internazionali approvati dalla Repubblica di Croazia.
Il Parlamento ha la facoltà di indire di propria iniziativa un referendum; è invece obbligato a proporlo qualora lo richieda almeno un decimo degli elettori. Il referendum può anche essere indetto dal Presidente della Repubblica con la controfirma del Primo ministro. Nei referendum la proposta viene accolta a maggioranza di voti favorevoli dei cittadini votanti.

#### Presidente della Repubblica

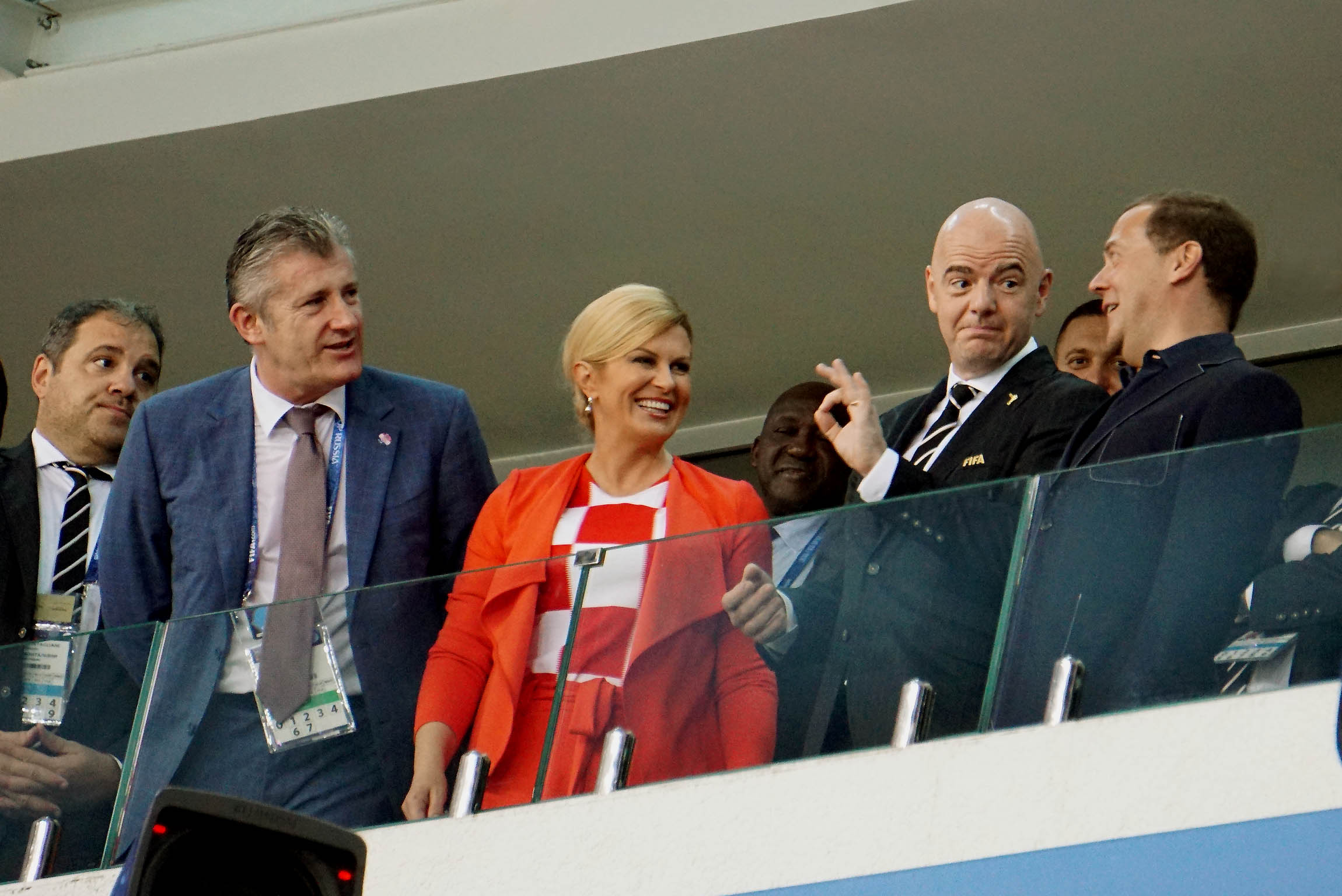
Kolinda Grabar-Kitarović, Gianni Infantino e Dmitrij Medvedev, 7 luglio 2018

Il Presidente della Repubblica (Predsjednik Republike) è eletto a suffragio universale diretto (sistema maggioritario con ballottaggio) per un massimo di due mandati della durata di cinque anni. In seguito all'elezione deve rinunciare all'iscrizione a qualsiasi partito politico. Rappresenta l'unità nazionale, promulga le leggi, accredita i diplomatici croati all'estero e riceve le credenziali di quelli stranieri in Croazia. Il Presidente della Repubblica è inoltre comandante in capo delle Forze armate della Repubblica di Croazia e con il Primo ministro dirige le attività dei servizi segreti.
Se il Presidente è impedito nell'esecuzione dei propri doveri, il Presidente del Parlamento assume i poteri presidenziali per un massimo di 60 giorni a partire dalla convocazione di nuove elezioni.
Qualora nello svolgimento della propria funzione il Presidente della Repubblica violi la Costituzione, il Parlamento, a maggioranza dei due terzi di tutti i deputati, può metterlo in stato d'accusa dinanzi alla Corte costituzionale (per responsabilità speciale o attentato alla Costituzione). La Corte costituzionale delibera sulla responsabilità speciale del Presidente a maggioranza dei due terzi di tutti i giudici; se è colpevole, viene destituito dalla carica.

#### Governo
Il Governo (Vlada) si compone del Primo ministro (Predsjednik Vlade, traduzione esatta è Presidente del Governo), dei vice primi ministri e dei ministri, secondo le norme stabilite dalla Costituzione e dalla Legge sul Governo. Il Governo, su proposta del Primo ministro, nomina i segretari di Stato (hanno funzioni analoghe ai sottosegretari di Stato nel sistema politico italiano).
Essendo l'organo principale del potere esecutivo, il Governo ha come scopo primario l'attuazione di una determinata politica nazionale. Propone le leggi e il bilancio, si occupa della politica interna ed estera del Paese.
Il Governo è responsabile verso il Parlamento. Dopo le elezioni parlamentari, il Presidente della Repubblica, previa consultazione con i rappresentanti designati dai gruppi politici che hanno ottenuto rappresentanza parlamentare, propone un candidato alla Presidenza del Governo che dovrebbe essere il leader del partito di maggioranza o il leader della coalizione di maggioranza. Il candidato presenta al Parlamento il programma politico e i nomi dei ministri del Governo che intende formare e chiede la fiducia del Parlamento. Se il Parlamento a maggioranza assoluta (almeno la metà più uno di tutti i deputati), dà fiducia al candidato, il Presidente della Repubblica lo nomina Primo ministro (Presidente del Governo) e, da questo momento, il Primo ministro nomina i ministri. Prima di assumere le funzioni, il Primo ministro e i ministri devono prestare giuramento davanti al Parlamento. Se entro quattro mesi dalla prima proposta nessun candidato ottiene il sostegno del Parlamento, il Presidente della Repubblica scioglie il Parlamento e convoca nuove elezioni. Il Primo ministro può rimettere al Parlamento la questione di fiducia, il Parlamento accorda la fiducia a maggioranza dei voti di tutti i deputati; il Parlamento potrebbe rimuovere in qualsiasi momento il Primo ministro (e tutto il Governo) o singoli ministri attraverso una mozione di sfiducia, che richiede il sostegno della maggioranza dei voti di tutti i deputati (maggioranza assoluta). Se il nuovo Governo non viene eletto dopo 30 giorni dalla delibera di sfiducia (il candidato per la carica di Primo ministro è proposto dal Presidente della Repubblica e può nominare i ministri dopo l'investitura parlamentare), il Presidente della Repubblica deve sciogliere il Parlamento e convocare nuove elezioni. Singoli ministri possono essere destituiti dal Primo ministro e nuovi sono inoltre nominati dal Primo ministro dopo la fiducia parlamentare espressa dalla maggioranza dei voti di tutti i deputati.

#### Magistratura e ordinamento giudiziario
Il sistema giudiziario della Croazia è così modellato: 32 tribunali municipali o comunali (primo grado: giurisdizione civile e penale per i delitti minori; dal 2018 con le sezioni per le trasgressioni (contravvenzioni); i tribunali per le trasgressioni/contravvenzioni, con funzioni analoghe a quelle degli ex pretori italiani, sono aboliti nel luglio 2018 eccetto il Tribunale municipale per le trasgressioni di Zagabria e il Tribunale municipale per le trasgressioni di Spalato), 15 tribunali regionali/tribunali delle varie contee (primo grado: giurisdizione penale per i delitti gravi e secondo grado: giurisdizione civile e penale contro le sentenze dei tribunali municipali), la Corte suprema (alta corte d'appello e corte di cassazione). Esistono anche 9 tribunali commerciali (primo grado), l'Alta Corte Commerciale (secondo grado), l'Alta Corte Penale (secondo grado) e l'Alta Corte per le Trasgressioni (secondo grado). La giurisdizione amministrativa è demandata a giudici speciali: quattro tribunali amministrativi (primo grado) e l'Alta Corte Amministrativa (corte d'appello amministrativa e corte di cassazione amministrativa).
Secondo le norme stabilite dalla Costituzione, i giudici sono indipendenti e vengono nominati dal Consiglio Giudiziario dello Stato (Consiglio Superiore della Magistratura) composto da undici membri: sette sono eletti da e tra i giudici, due sono professori ordinari universitari in materie giuridiche eletti dalle facoltà di giurisprudenza delle università croate e due membri sono eletti dal Parlamento (uno tra i deputati della maggioranza e uno tra i deputati dell'opposizione). I consiglieri durano in carica quattro anni. Il Presidente della Corte Suprema è eletto dal Parlamento su proposta del Presidente della Repubblica (sentito il parere della Corte Suprema in seduta plenaria e la Commissione parlamentare Giustizia).
In conformità alla Legge sull'Avvocatura dello Stato, il Pubblico ministero ("Procura e Avvocatura dello Stato"; Državno odvjetništvo, traduzione esatta è Avvocatura dello Stato, ma nell'ordinamento croato l'Avvocatura dello Stato svolge le funzioni della Procura e dell'Avvocatura dello Stato nell'ordinamento giudiziario italiano) promuove la repressione dei reati, è responsabile della conduzione delle indagini preliminari e rappresenta l'accusa nel processo penale; vigila sull'osservanza delle leggi e sulla regolare amministrazione della giustizia; rappresenta lo Stato nelle controversie legali civili e amministrative avverso le controparti. In Croazia esistono uffici municipali e uffici regionali della Procura/Avvocatura dello Stato; un ufficio specializzato (l'Ufficio per la lotta contro la corruzione e la criminalità organizzata, USKOK); e l'ufficio della Procura/Avvocatura generale dello Stato a Zagabria. I procuratori/avvocati dello Stato e i procuratori/avvocati aggiunti dello Stato (negli uffici municipali, regionali, nel ufficio generale/centrale e nel ufficio speciale) vengono nominati dal Consiglio della Procura/Avvocatura dello Stato (indipendente dal potere esecutivo), eccetto il Procuratore/Avvocato generale dello Stato, che è eletto dal Parlamento su proposta del Governo.

#### Corte costituzionale
La Corte costituzionale (Ustavni sud), non essendo parte della giurisdizione ordinaria o amministrativa, è formata da tredici giudici eletti dal Parlamento a maggioranza dei due terzi di tutti i deputati per un mandato di otto anni. Essa giudica sulla conformità delle leggi alla Costituzione, dei regolamenti alla Costituzione e alle leggi; risolve il conflitto di competenze fra gli organi di potere legislativo, esecutivo e giudiziario; delibera, in conformità alla Costituzione, sulla responsabilità speciale del Presidente della Repubblica; controlla la costituzionalità dei programmi e dell'azione dei partiti politici e può, conformemente alla Costituzione, vietare il loro lavoro; controlla la costituzionalità e la legalità delle elezioni e del referendum statale e delibera sulle cause elettorali che non sono di competenza dei tribunali. Svolge la funzione fondamentale di garantire l'applicazione dei principi e degli articoli della Costituzione.

### Suddivisione amministrativa

Regioni della Croazia

La Croazia è divisa in 20 regioni (županije), mentre la capitale Zagabria costituisce una propria entità.
| Nr. | Regione                                 | Nome in croato                  | Capoluogo            |
| --- | --------------------------------------- | ------------------------------- | -------------------- |
| 1   | Regione di Zagabria                     | Zagrebačka županija             | Zagabria (Zagreb)    |
| 2   | Regione di Krapina e dello Zagorje      | Krapinsko-zagorska županija     | Krapina              |
| 3   | Regione di Sisak e della Moslavina      | Sisačko-moslavačka županija     | Sisak                |
| 4   | Regione di Karlovac                     | Karlovačka županija             | Karlovac             |
| 5   | Regione di Varaždin                     | Varaždinska županija            | Varasdino (Varaždin) |
| 6   | Regione di Koprivnica e Križevci        | Koprivničko-križevačka županija | Koprivnica           |
| 7   | Regione di Bjelovar e della Bilogora    | Bjelovarsko-bilogorska županija | Bjelovar             |
| 8   | Regione litoraneo-montana               | Primorsko-goranska županija     | Fiume (Rijeka)       |
| 9   | Regione della Lika e di Segna           | Ličko-senjska županija          | Gospić               |
| 10  | Regione di Virovitica e della Podravina | Virovitičko-podravska županija  | Virovitica           |
| 11  | Regione di Požega e della Slavonia      | Požeško-slavonska županija      | Požega               |
| 12  | Regione di Brod e della Posavina        | Brodsko-posavska županija       | Slavonski Brod       |
| 13  | Regione zaratina                        | Zadarska županija               | Zara (Zadar)         |
| 14  | Regione di Osijek e della Baranja       | Osječko-baranjska županija      | Osijek               |
| 15  | Regione di Sebenico e Tenin             | Šibensko-kninska županija       | Sebenico (Šibenik)   |
| 16  | Regione di Vukovar e della Sirmia       | Vukovarsko-srijemska županija   | Vukovar              |
| 17  | Regione spalatino-dalmata               | Splitsko-dalmatinska županija   | Spalato (Split)      |
| 18  | Regione istriana                        | Istarska županija               | Pisino (Pazin)       |
| 19  | Regione raguseo-narentana               | Dubrovačko-neretvanska županija | Ragusa (Dubrovnik)   |
| 20  | Regione del Međimurje                   | Međimurska županija             | Čakovec              |
| 21  | Città di Zagabria                       | Grad Zagreb                     |                      |

### Città principali

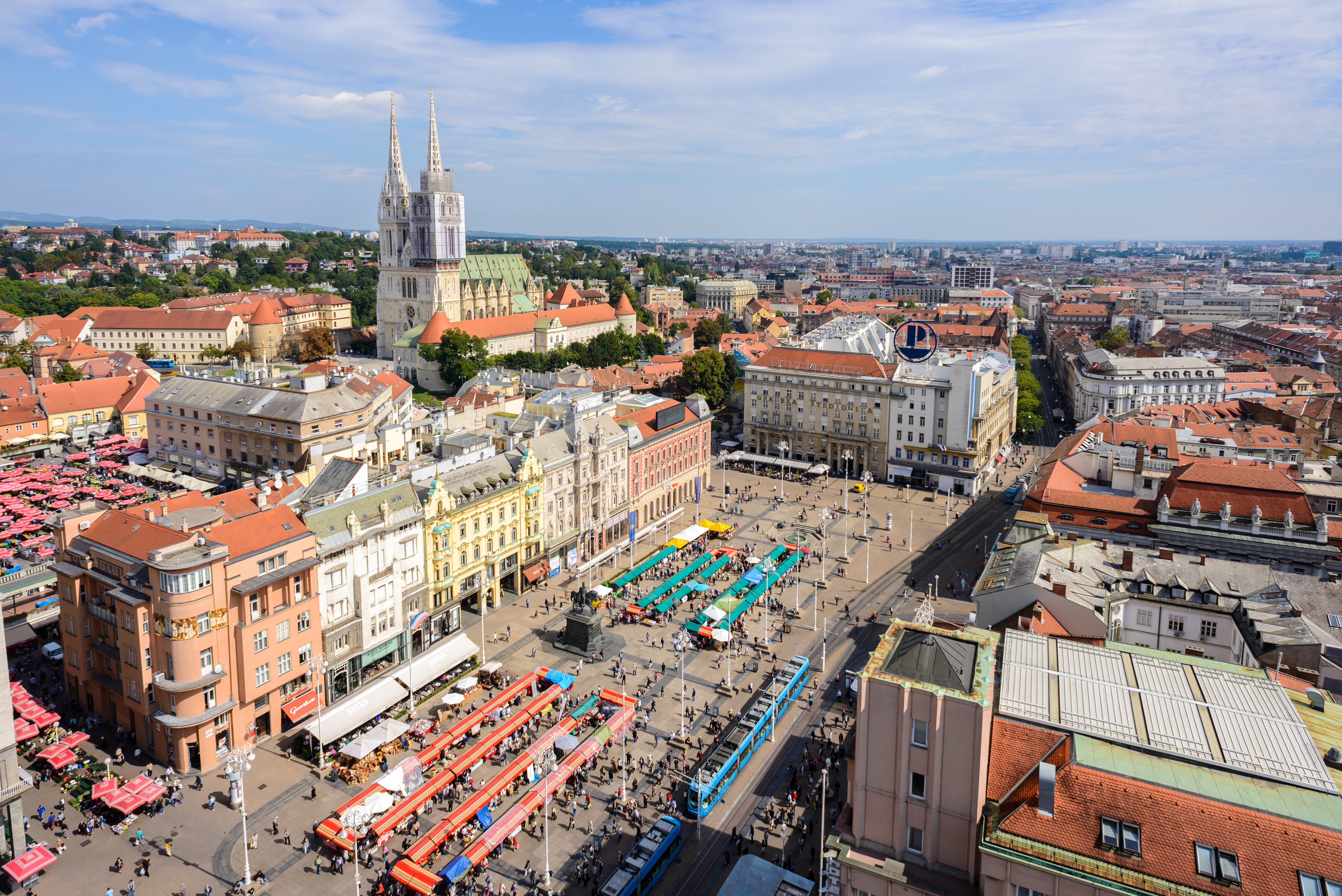
Zagabria

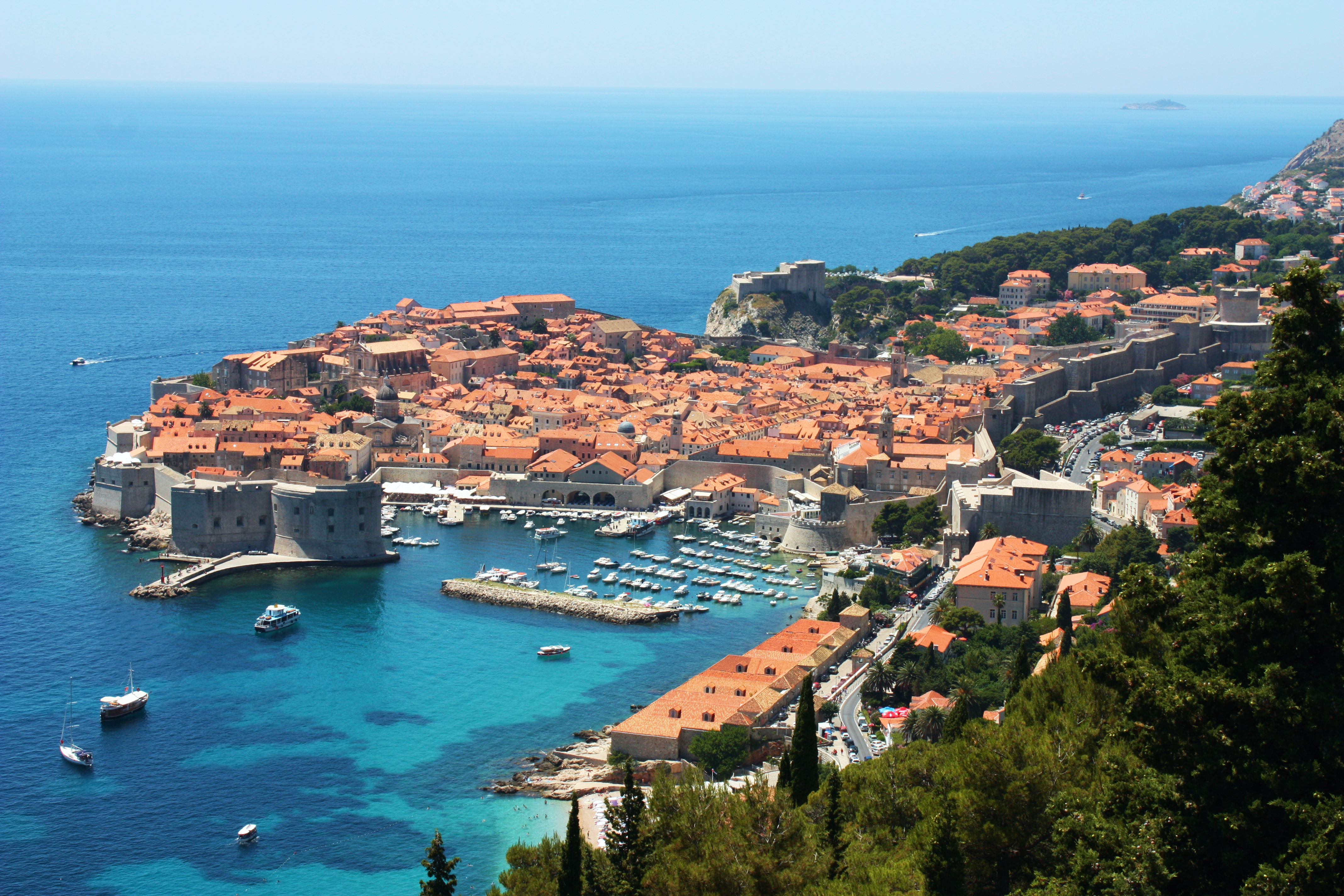
Ragusa

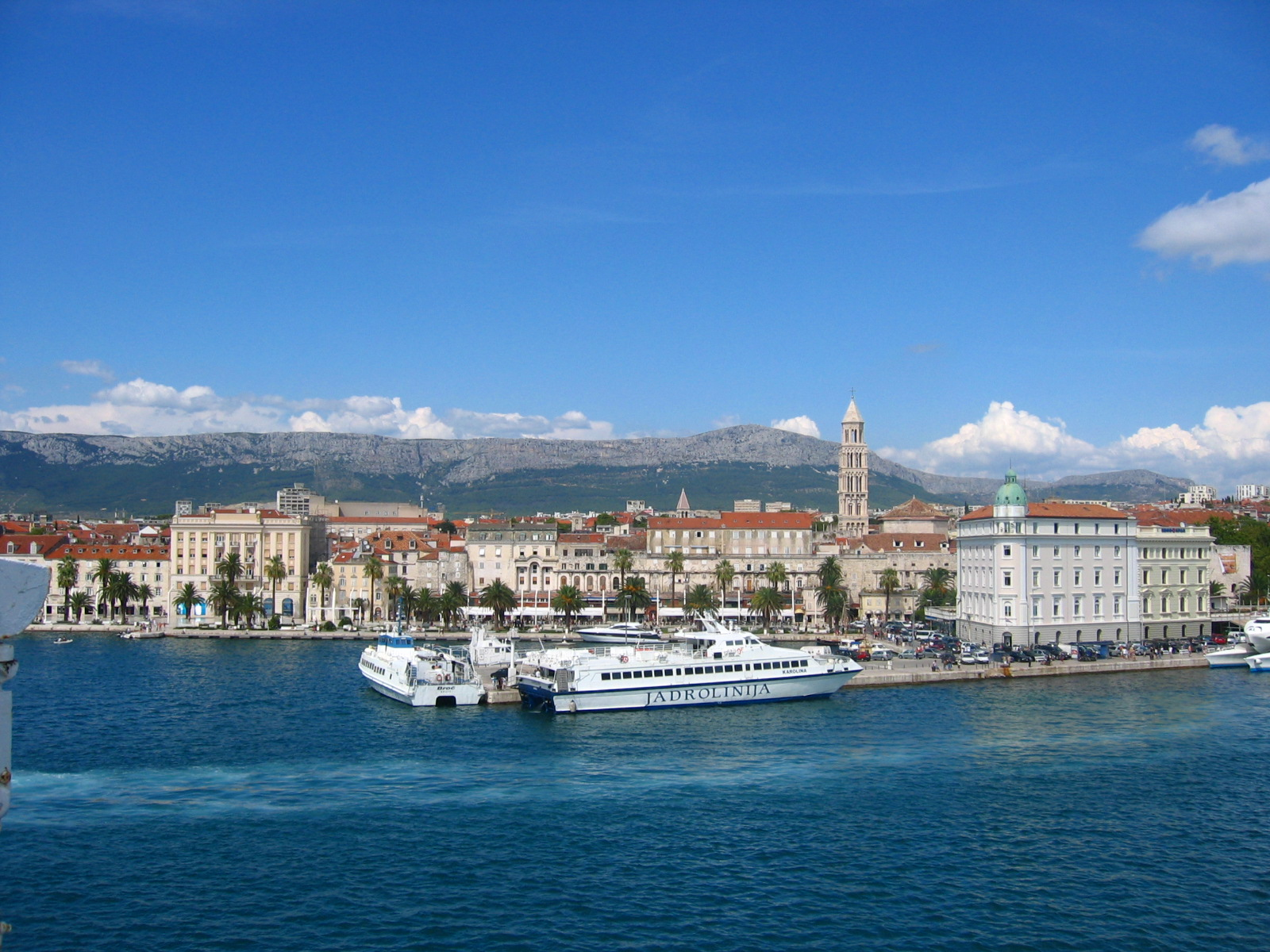
Spalato

La Croazia conta ufficialmente 127 città (grad) e 424 comuni o municipalità (općina). Le città principali sono:
- Zagabria (Zagreb) 879 145 abitanti
- Spalato (Split) 205 694 ab.
- Fiume (Rijeka) 154 043 ab.
- Osijek 114 616 ab.
- Zara (Zadar) 82 718 ab.
- Slavonski Brod 74 612 ab.
- Velika Gorica 65 517 ab.
- Karlovac 60 395 ab.
- Pola (Pula) 59 594 ab.
- Sisak 55 236 ab.
- Sebenico (Šibenik) 53 553 ab.
- Varaždin 52 075 ab.
- Ragusa (Dubrovnik) 48 770 ab.
- Bjelovar 41 869 ab.
- Vinkovci 40 912 ab.
- Castelli (Kaštela) 38 103 ab.
- Samobor 36 206 ab.
- Vukovar 33 670 ab.
- Čakovec 30 455 ab.
- Đakovo 30 092 ab.

### Ordinamento scolastico
L'istruzione in Croazia è regolata dal Ministero della Scienza e dell'Istruzione.
La maggioranza delle scuole croate sono pubbliche, ma esistono anche scuole private (scuole elementari, scuole secondarie, alte scuole e di undici università croate, tre sono private). Gli enti responsabili per le scuole private possono essere organizzazioni religiose, sociali, sportive, società di diritto o persone private. L'istruzione pubblica in tutti i cicli è gratuita (eccetto il terzo ciclo universitario - dottorato di ricerca).
Il sistema scolastico è formato da diversi cicli di istruzione.

#### Istruzione prescolastica
L'istruzione prescolastica è rappresentata dai nidi d'infanzia (jaslice) e dalle scuole dell'infanzia (vrtići - predškolski odgoj).

#### Istruzione primaria
L'istruzione primaria comprende la scuola elementare (osnovna škola), scuola dell'obbligo che dura otto anni (dai 6 ai 14 anni) ed è divisa in due sottocicli:
- 1º sottociclo - istruzione primaria in senso stretto della durata di quattro anni;
- 2º sottociclo - istruzione secondaria inferiore della durata di quattro anni.

Dopo il termine degli otto anni della scuola elementare non è previsto nessun esame finale e la media dei voti degli ultimi quattro anni costituisce il punteggio per iscriversi alla scuola secondaria.

#### Istruzione secondaria
L'istruzione secondaria costituisce l'istruzione secondaria superiore (14-18 anni). Le scuole secondarie sono suddivise in quattro macro gruppi di istituti, a loro volta suddivisi in tipi e indirizzi:
- licei a indirizzo generale o specifico (classico, linguistico, scientifico-matematico, scientifico; dal 2015 esistono anche licei a indirizzo economico, turistico e tecnologico) della durata di quattro anni (gimnazije);
- istituti e licei artistici a indirizzo musicale, coreutico, dell'arte figurativa (arti visive), della durata minima di quattro anni (umjetničke škole);
- istituti tecnici (programmi quadriennali) ad indirizzo economico-commerciale, turistico, amministrativo, elettrotecnico, elettronico-informatico, nautico, medico-sanitario, della durata di quattro anni (četverogodišnje srednje škole);
- istituti professionali (programmi triennali) a indirizzo industriale, artigianale, meccanico, gastronomico, della durata di tre anni (stručne škole).

L'esame di maturità (državna matura) è un esame statale obbligatorio per terminare i licei e iscriversi all'università. L'esame di maturità prevede tre materie obbligatorie: croato (oppure, per le minoranze, serbo, ungherese, italiano o ceco) con letteratura, matematica e lingua straniera (che può essere inglese, italiano, francese, tedesco o spagnolo). Gli studenti frequentanti un liceo classico possono anche scegliere il latino o il greco antico in sostituzione della lingua straniera moderna, oppure come materia addizionale. Le materie opzionali sono invece storia, sociologia, psicologia, filosofia, logica, politica ed economia, arte figurativa e storia dell'arte, musica e storia della musica, seconda lingua straniera, latino, greco antico, geografia, biologia, fisica, chimica, informatica, catechismo e scienza delle religioni (o etica). Le materie obbligatorie possono essere inoltre affrontate a un livello base (livello B) o più approfondito (livello A). Gli esami sono condotti dal Centro nazionale per la valutazione esterna dell'istruzione (Nacionalni centar za vanjsko vrednovanje obrazovanja).

#### Istruzione superiore
Dal 2005 il ciclo degli studi all'università (sveučilište), secondo il processo di Bologna è articolato su tre livelli:
- 1º livello - baccalaureato universitario (sveučilišni prvostupnik) della durata di tre o quattro anni, titolo di univ. bacc. (120-140 ECTS; laurea italiana);
- 2º livello - master universitario (magistar struke) della durata di due anni o un anno, titolo di mag./mag. ing. (160-180 ECTS; laurea magistrale italiana) e specialista universitario (sveučilišni specijalist) della durata d'un anno, titolo di univ. spec. (60-120 ECTS); c'è anche titolo di mr. sc. (magistar znanosti, laurea specialistica nel vecchio ordinamento) riconosciuto come livello di master avanzato (laurea magistrale di ricerca o master di 2º livello);
- 3º livello - dottorato di ricerca (doktor znanosti/umjetnosti) della durata di tre anni (minimo), titolo di dr. sc. o dr. art. (180 ECTS; dottorato di ricerca italiano).

Vi è inoltre la possibilità di iscriversi a un corso universitario (corso di laurea magistrale) a ciclo unico, avente la medesima validità del master universitario (300 ECTS; laurea magistrale), della durata di cinque o sei anni (p.e. le facoltà di giurisprudenza, medicina, odontoiatria, medicina veterinaria, farmacia). Gli studi professionali sono organizzati da politecnici (veleučilište) o scuole alte professionali (visoka škola) della durata minima di tre anni (stručni prvostupnik, titolo di bacc.), e possono essere offerti anche nelle università.

#### Università
La più antica università croata è l'Università di Zagabria, fondata il 23 settembre 1669, da parte di Leopoldo I d'Asburgo.
Oltre all'Università di Zagabria, in Croazia esistono otto università pubbliche:
- Università Juraj Dobrila di Pola
- Università di Fiume
- Università di Zara
- Università di Spalato,
- Università di Ragusa,
- Università Josip Juraj Strossmayer di Osijek,
- Università Nord,
- Università di Slavonski Brod

Tre università sono private:
- Università Croata Cattolica in Zagabria,
- Università Internazionale Libertas in Zagabria e Ragusa,
- Università VERN' in Zagabria.

#### Lingue straniere
La prima lingua straniera (inglese) viene insegnata dal 1º grado della scuola elementare, mentre dal 4º grado viene insegnata anche una seconda lingua straniera comunitaria (tedesco, italiano, francese o spagnolo). Nei licei linguistici è anche obbligatoria una terza lingua straniera (tedesco, italiano, francese, spagnolo, russo, cinese, o giapponese). Una lingua straniera è obbligatoria anche in tutti i corsi universitari di 1º livello. Il latino è un insegnamento obbligatorio in tutti i licei (due anni), nel liceo classico la lingua latina è studiata per tutti i quattro anni, come il greco antico. È possibile studiare latino e greco antico anche nel secondo sottociclo delle scuole elementari (quattro anni di latino e due anni di greco antico).

### Sistema sanitario
La Croazia possiede un buon livello sanitario complessivo. Il servizio è controllato e gestito dal governo centrale, attraverso gli ospedali (statali) e i centri medici (circoscrizioni periferiche). Il Ministero della Sanità croato ha responsabilità in materia di legislazione, pianificazione sanitaria annuale e nazionale, monitoraggio e controllo, orientamento, ispezione, controllo igienico antisofisticazioni ed educazione.
Il diritto all'aborto è stato riconosciuto fin dal periodo comunista. In pratica, tuttavia, questo diritto è stato messo in discussione per diversi anni a causa delle pressioni della Chiesa cattolica, vicina al governo del partito conservatore HDZ. Nel 2019, il 59% degli operatori ha invocato la clausola di obiezione di coscienza, il più delle volte per motivi religiosi, per rifiutarsi di praticare un aborto.

## Politica

### Politica interna
Le ultime elezioni parlamentari si sono tenute l'11 settembre 2016. Le elezioni anticipate sono state precedute dalla sfiducia nei confronti del Governo Orešković il 16 giugno 2016 e dallo scioglimento del Parlamento.
La IX Legislatura del Parlamento croato ha avuto inizio venerdì 14 ottobre 2016. La maggioranza parlamentare è stata composta dalla coalizione tra Unione Democratica Croata (HDZ) e Ponte delle Liste Indipendenti (Most) dal 14 ottobre 2016 al 27 aprile 2017. Božo Petrov (Most) viene eletto Presidente del Parlamento. Il 4 maggio 2017 Petrov ha rassegnato le dimissioni dopo che la coalizione HDZ - Most è stata terminata, il 5 maggio il Parlamento ha accettato le dimissioni e Petrov è destituito dalla carica. Lo stesso giorno Gordan Jandroković, segretario dell'HDZ è eletto Presidente del Parlamento croato (dal 14 ottobre 2016 è stato uno dei cinque vicepresidenti).
L'attuale governo è guidato da Andrej Plenković, presidente dell'HDZ. Il Governo Plenković I è stato in carica dal 19 ottobre 2016 (ha ottenuto la fiducia al Parlamento la sera del 19 ottobre 2016 con 91 voti favorevoli, 45 contrari e 3 astenuti; 139 presenti da 151 deputati eletti). I membri del governo sono provenuti da due partiti: l'Unione Democratica Croata (Primo ministro e 14 ministri di cui 3 sono stati inoltre vice primi ministri) e il Ponte delle Liste Indipendenti (3 ministri di cui 1 è stato inoltre vice primo ministro). Tre ministri sono stati indipendenti (2 quota HDZ, 1 quota Most). Il 27 aprile 2017 il Primo ministro ha destituito tre ministri esponenti del Most, terminando la coalizione HDZ - Most. Venerdì 28 aprile 2017 tutti quattro ministri esponenti del Most hanno rassegnato le proprie dimissioni. Dal 28 aprile 2017 al 9 giugno 2017 il Governo funzionava come il governo di minoranza dell'HDZ. Nuova coalizione di governo, composta dall'Unione Democratica Croata (HDZ) e dalla maggioranza del Partito Popolare Croato - Liberal Democratici (HNS), è formata il 8 giugno 2017 e nuovi ministri (Primo ministro e 18 ministri sono esponenti dell'HDZ da cui 3 sono inoltre vice primi ministri; 1 ministro, anche vice primo ministro, è esponente dell'HNS; 2 ministri sono formalmente indipendenti - 1 quota HDZ e 1 quota HNS) hanno ottenuto la fiducia al Parlamento il 9 giugno 2017. Il 12 giugno 2017 vice primo ministro e ministro degli affari esteri ed europei Davor Ivo Stier (HDZ), insoddisfatto della nuova coalizione di governo, ha rassegnato le dimissioni; il Parlamento ha confermato Marija Pejčinović Burić (HDZ) come nuova vice prima ministra e ministra degli affari esteri ed europei il 19 giugno 2017.
Dal 19 febbraio 2020 il presidente della Repubblica è Zoran Milanović.
Il 23 luglio 2020 è entrato in carica il Governo Plenković II, espressione dall'Unione Democratica Croata (HDZ) e dal Partito Democratico Indipendente Serbo (SDSS), che insieme arrivano a contare 64 membri del Parlamento su 151, mancando così la maggioranza assoluta per 12 seggi. Tuttavia il Governo gode dell'appoggio esterno di altri partiti e di parlamentari indipendenti, che gli permettono così di arrivare alla maggioranza; tale supporto è fornito dagli alleati della coalizione preelettorale dell'HDZ, ovvero il Partito Social-Liberale Croato, il Partito Democristiano Croato, l'Alleanza Democratica Croata di Slavonia e Barania e la parlamentare indipendente Marijana Petir, così come da altri membri di partiti minori (HNS-LD, NS-R, Unione Democratica degli Ungheresi di Croazia, Kali Sara e Unione degli Albanesi) e da due indipendenti in rappresentanza delle minoranze nazionali, Furio Radin e Vladimir Bilek.

### Politica estera
| Organizzazioni internazionali | Organizzazioni internazionali |
| ----------------------------- | ----------------------------- |
| Membro ONU dal:               | 22 maggio 1992                |
| Membro CE dal:                | 6 novembre 1996               |
| Membro NATO dal:              | 1º aprile 2009                |
| Membro UE dal:                | 1º luglio 2013                |

#### Relazioni con l'Unione europea
È entrata a far parte dell'Unione europea il 1º luglio 2013.
Queste le tappe già percorse del processo di integrazione:
| Data o periodo   | Evento                                                                |
| ---------------- | --------------------------------------------------------------------- |
| 21 febbraio 2002 | Presenta la domanda di adesione                                       |
| 3 ottobre 2005   | Apre i negoziati di adesione all'Unione europea                       |
| 30 giugno 2011   | Chiude i negoziati di adesione all'Unione europea                     |
| 9 dicembre 2011  | Firma del trattato di adesione all'Unione europea                     |
| 1º luglio 2013   | Adesione ufficiale all'Unione europea                                 |
| 1º gennaio 2023  | Adesione all'area Schengen e adozione dell'Euro come moneta nazionale |

## Difesa e sicurezza

### Forze armate
Le Forze armate della Repubblica di Croazia (Oružane snage Republike Hrvatske) si compongono di questi rami:
- Esercito croato
- Marina militare croata
- Aeronautica militare croata

Il comandante in capo di tutte le forze armate croate è il Presidente della repubblica. Il Comandante in capo prescrive l'organizzazione delle forze armate croate su proposta del Capo di stato maggiore generale, con il consenso e la controfirma del Ministro della Difesa. Il servizio militare è volontario.
Nell'aprile del 2009 la Croazia è diventata un membro effettivo della NATO. Attualmente i militari croati sono presenti all'estero in Afghanistan, nell'ambito della missione Resolute Support della NATO (106 effettivi), e in Kosovo in un'altra operazione dell'Alleanza atlantica, la KFOR (24 effettivi).

### Sicurezza pubblica
Il corpo della Polizia (Policija) e quello della Guardia costiera (Obalna straža Republike Hrvatske) hanno compiti di pubblica sicurezza.
La Polizia statale, con la funzione predominante di gestione dell'ordine e della sicurezza pubblica, è dipendente dal Direttorato della polizia del Ministero dell'Interno. In ogni regione (contea) è presente la Direzione della polizia come ufficio principale della polizia statale.
La Guardia costiera fa parte della Marina militare croata. Tra le competenze della Guardia costiera vi sono la sicurezza della navigazione e la sicurezza marittima, lo soccorso in mare, ecc. predominante nell'area marittima della Zona di protezione ecologica e della pesca. Nelle acque interne e acque territoriali i compiti dell'autorità della sicurezza marittima svolgono i Capitanati del porto dipendenti dal Ministero degli Affari Marittimi, dei Trasporti e delle Infrastrutture.

## Economia
L'economia croata si basa prevalentemente sul terziario e sull'industria leggera. Il turismo riveste un'importanza crescente negli anni. Il PIL pro-capite del 2012 era di 17 618 dollari USA (a parità di potere d'acquisto).
L'organizzazione economica croata è attualmente post-comunista. Alla fine degli anni ottanta, all'inizio del processo di transizione verso il capitalismo, poi seriamente peggiorate a causa della de-industrializzazione e dei danni della guerra. A peggiorare lo stato delle cose contribuirono una forte disoccupazione e l'insufficienza delle riforme economiche. In particolare, preoccupanti erano la stasi del sistema giudiziario e l'inefficienza della pubblica amministrazione (soprattutto in materia di proprietà privata della terra).
Negli ultimi anni il paese ha conosciuto una forte crescita economica e si è preparato all'ingresso nell'Unione europea, la quale rappresenta il suo principale partner commerciale.
Nel febbraio 2005, la Croazia ha sottoscritto il Patto di stabilità, crescita e sviluppo dell'UE e ha fatto sostanziali passi in avanti verso la completa adesione. Le autorità di Zagabria prevedono una forte crescita economica nei prossimi anni, considerando che attualmente il paese soffre a causa del deficit della bilancia commerciale e del debito pubblico. Alcune grandi compagnie commerciali hanno già beneficiato della liberalizzazione del mercato croato, mentre si attende una forte espansione della produzione grazie a un incremento degli investimenti.
Il 1º gennaio 2023 il Paese ha adottato l'euro. La vecchia valuta era la kuna croata, in corso dal 1993 al 2022.

### Risorse naturali
La Croazia produce gas naturale sfruttando alcuni giacimenti offshore nel mare Adriatico, al limite con le acque italiane, nell'aprile 2014 ha aperto quasi tutto il suo offshore alla ricerca di idrocarburi con la sua prima gara internazionale di aggiudicazione di licenze esplorative e di produzione d'idrocarburi.

### Principali aziende
- Jadrolinija
- Kraš
- Pliva
- Podravka
- INA - Industrija nafte
- Croteam

### Trasporti

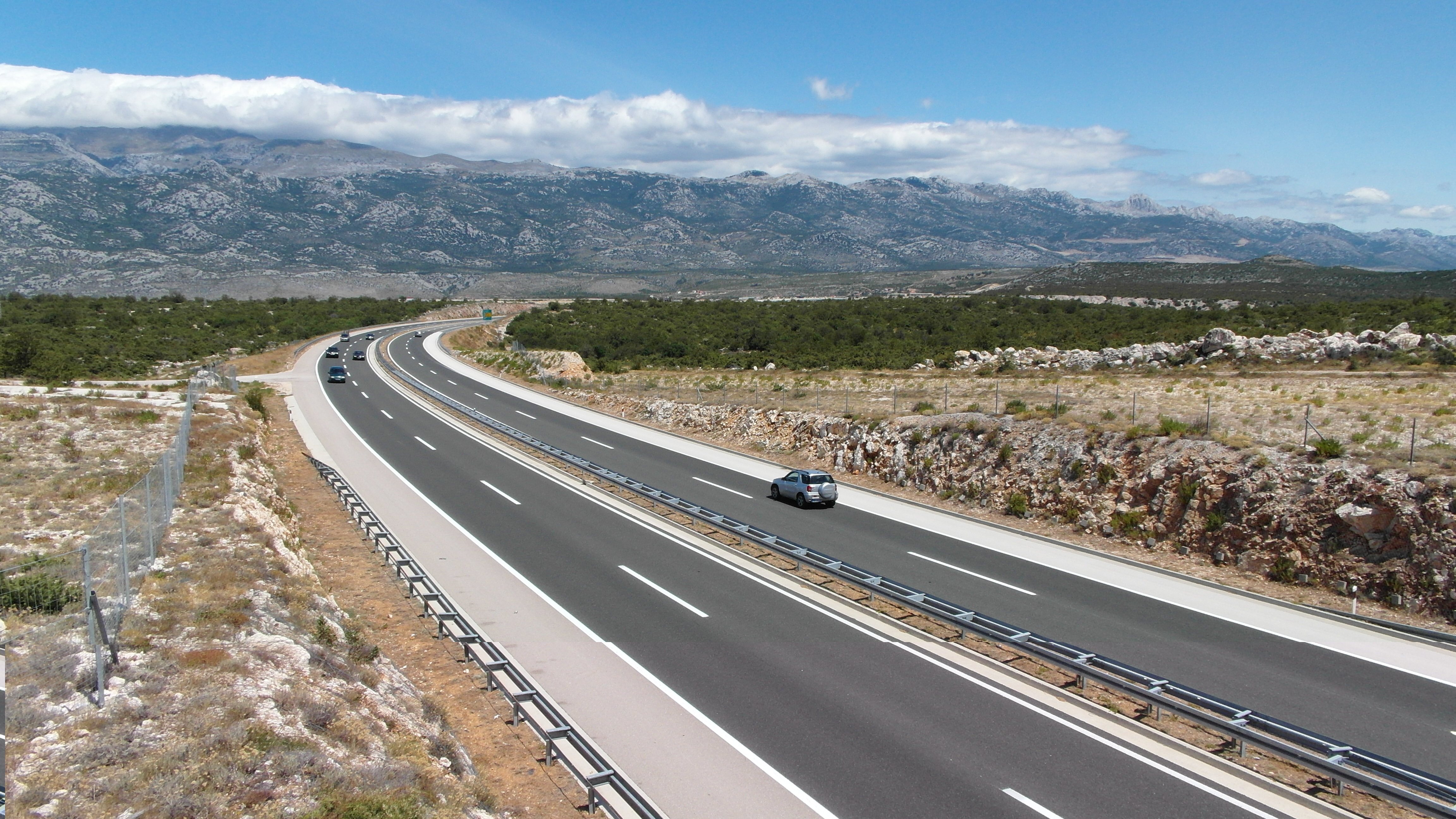
Autostrada croata

Uno dei settori che ha visto maggiore sviluppo a partire dall'indipendenza è quello dei trasporti, in particolare la costruzione di autostrade e superstrade.
Oltre all'importanza che per un'economia basata sul turismo riveste la disponibilità di una efficiente rete di comunicazione, a spingere in questa direzione hanno contribuito potentemente anche fattori storico-nazionalistici. L'interruzione, negli anni 1970, della costruzione dell'autostrada Zagabria-Spalato, ritenuta dal governo centrale jugoslavo troppo "nazionalistica", a favore del collegamento diretto con Belgrado, aveva lasciato infatti in Croazia forte risentimento. Questo ha fatto sì che nel 2001 venisse lanciato un piano di costruzioni autostradali, che vedeva nel completamento del collegamento tra le due città entro il 2005 il suo punto fondamentale. I lavori di costruzione godettero di un costante appoggio popolare, culminato in manifestazioni di giubilo al completamento 26 giugno 2005 dei lavori nei termini previsti. Al termine del 2007 risultano in operatività oltre 1000 km di autostrade (dai poco più di 30 iniziali) che collegano i quattro angoli del paese, tutti completati nei termini previsti o con ritardi minimi, raggiungendo nel 2010 i 1500 km complessivi. A questo si aggiunga poi che i lavori sono stati giudicati da osservatori internazionali di eccellente fattura e modernità, portando anche a riconoscimenti prestigiosi.
Analoghi investimenti sono in corso in altri settori del comparto, in particolare in quello delle ferrovie, gestite da Hrvatske željeznice, attualmente il più arretrato e il più danneggiato dalla dissoluzione dello stato jugoslavo.
Con la presenza nell'Adriatico di numerosissime isole, grande rilevanza hanno i servizi di navigazione, anche grazie al forte turismo balneare della stagione estiva. Il maggiore operatore croato di servizi marittimi è la statale Jadrolinija, che opera anche sulla rotta internazionale con l'Italia. Le linee regolari tra Croazia e Italia sono le rotte Spalato-Ancona e Ragusa - Bari.
In Croazia ci sono circa una decina di aeroporti civili che effettuano servizio viaggiatori. I più importanti sono gli scali di Zagabria-Pleso, Ragusa e Spalato, che effettuano anche voli internazionali.

### Turismo

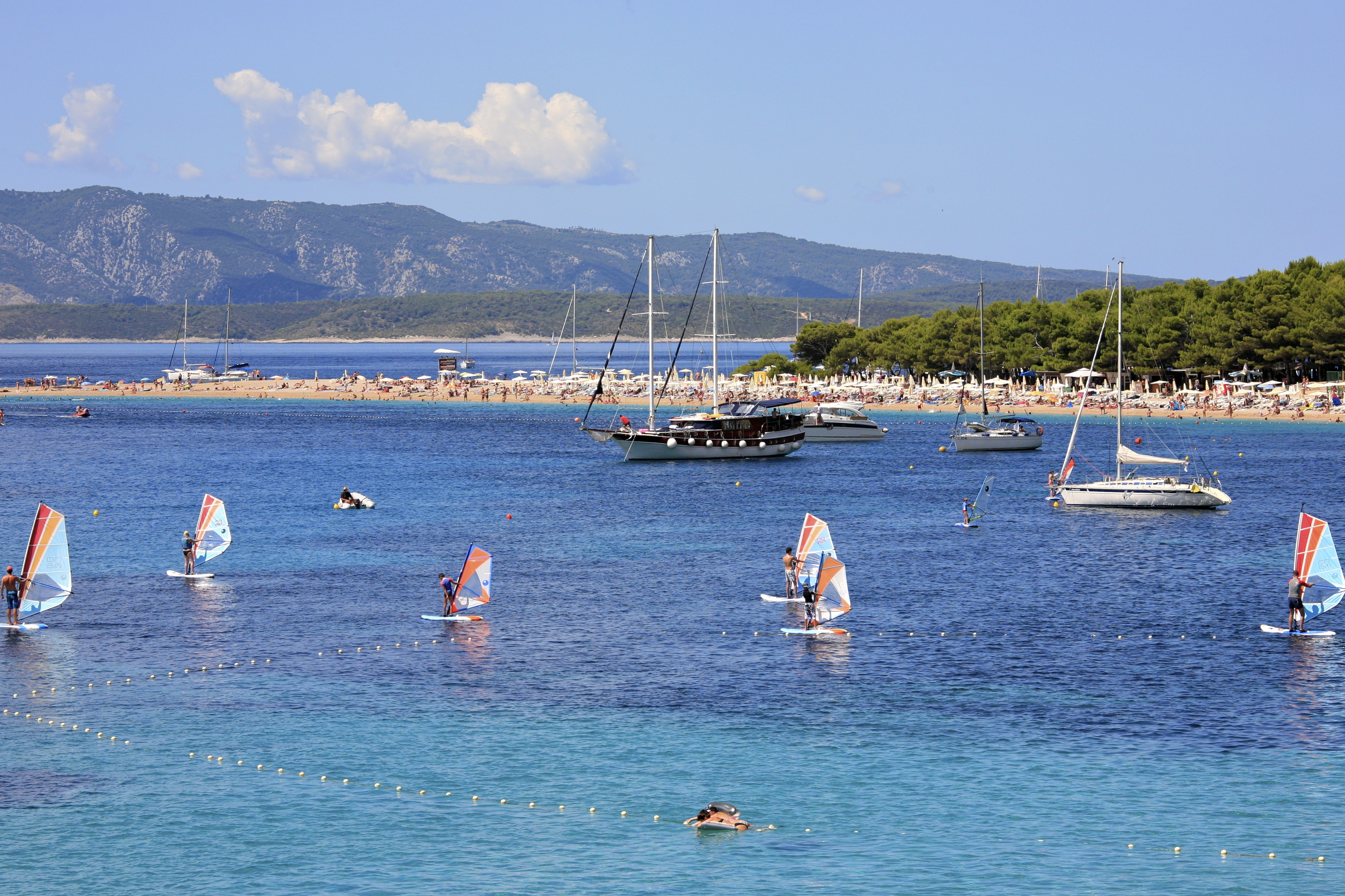
Brazza

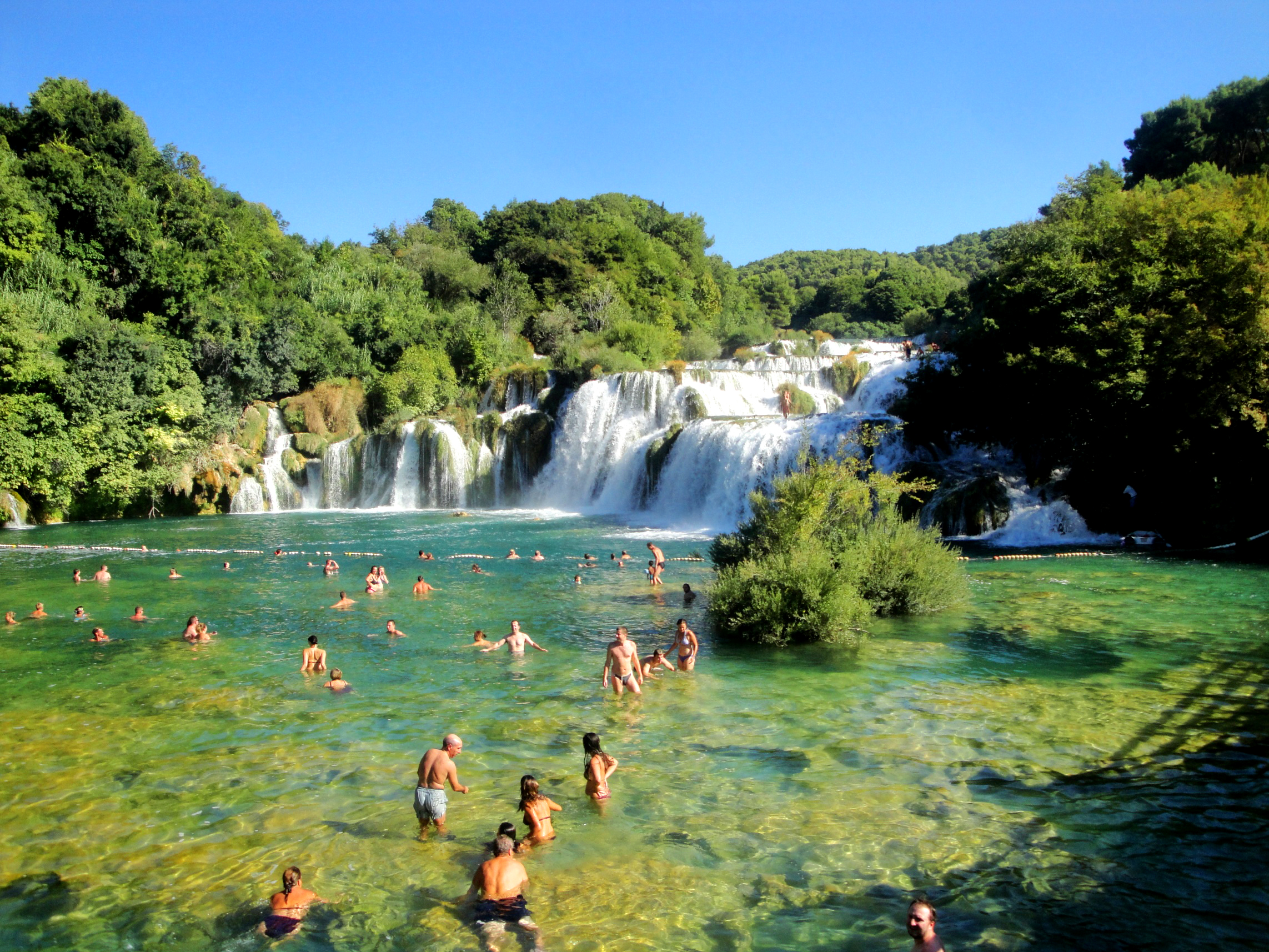
Parco nazionale della Cherca

In Croazia, il turismo domina il settore dei servizi rappresentando quasi il 25% del PIL nazionale. Il reddito relativo al 2017 dell'industria turistica è stato stimato in 9,5 miliardi di euro. I suoi effetti positivi vengono avvertiti in tutta l'economia croata in termini di aumento del volume di affari osservato nel commercio al dettaglio, negli ordini dell'industria di trasformazione e nell'occupazione stagionale estiva. L'industria è considerata un'attività di esportazione, poiché riduce significativamente lo squilibrio del commercio estero del paese. Dalla fine della guerra d'indipendenza croata, l'industria turistica è cresciuta rapidamente, registrando un aumento del quadruplo del numero di turisti, con oltre 11 milioni di ingressi ogni anno. I più numerosi sono coloro che provengono dalla Germania, dalla Slovenia, dall'Austria, dall'Italia, dalla Polonia e dalla stessa Croazia. Nel 2011, la durata media di permanenza turistica nel paese è stata di 4,9 giorni.
La maggior parte dell'industria turistica è concentrata lungo la costa del Mare Adriatico. Abbazia è stata la prima località di villeggiatura. Divenne inizialmente popolare nella metà del XIX secolo. Intorno al 1890, era diventata uno dei più importanti centri di cura europei. Più tardi un certo numero di resort sorsero lungo la costa e nelle isole, offrendo servizi sia per il turismo di massa sia per quello di nicchia. Il più significativo è il turismo nautico, in quanto vi sono numerosi porti turistici con oltre 16000 ormeggi, il turismo culturale che si è sviluppato grazie alle città costiere medievali e ai numerosi eventi culturali che si svolgono durante l'estate. Le aree interne offrono l'agriturismo, località montane e centri termali. Anche Zagabria è una destinazione turistica importante, che rivaleggia con le principali città e resort costieri.
La Croazia vanta aree marine incontaminate poste in numerose riserve naturali e 116 spiagge con bandiera blu. La Croazia è classificata come la diciottesima destinazione turistica più popolare al mondo. Circa il 15% di questi visitatori, o oltre un milione all'anno, è coinvolto nel naturismo, un'industria per la quale la Croazia è famosa nel mondo.

## Ambiente

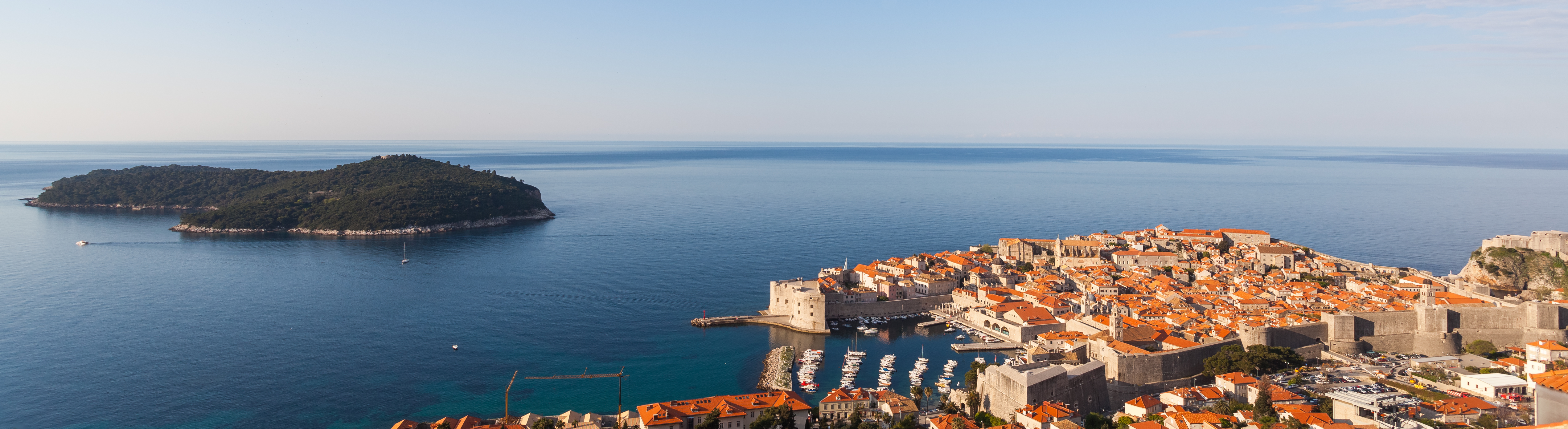
Vista panoramica della città vecchia di Ragusa (Dubrovnik), un sito del patrimonio dell'umanità riconosciuto dall'UNESCO dal 1979

La superficie complessiva delle aree protette del paese è pari a 532 063,35 ettari, pari al 6,07% dell'intera superficie e al 9,40% della superficie di terraferma. I parchi nazionali sono otto mentre i parchi naturali sono dieci, vi sono inoltre numerosissime altre aree protette, i parchi nazionali sono:
- Parco nazionale dei laghi di Plitvice che comprende i laghi di Plitvice (inclusi nel patrimonio dell'umanità dell'UNESCO)
- Parco nazionale Paklenica, un canyon nel massiccio centrale del Velebit
- Parco nazionale di Brioni che comprende l'arcipelago di Brioni
- Parco nazionale Risnjak, un massiccio montano nel Gorski Kotar
- Parco nazionale della Cherca che comprende il fiume Cherca (Krka)
- Parco nazionale delle Incoronate
- Parco nazionale Velebit settentrionale
- Parco nazionale di Meleda che comprende l'isola di Meleda (Mljet)

### Riserve idriche
Secondo le analisi della FAO la Croazia fa parte dei 30 stati mondiali più ricchi d'acqua collocandosi al terzo posto nella classifica europea con un totale di 32818 m³ di riserve d'acqua rinnovabili pro capite/anno. Il Rapporto Mondiale sullo Sviluppo Idrico (World Water Development Report) delle Nazioni Unite stima le riserve a 23890 m³ pro capite/anno.

### Flora e fauna
Le regioni della Croazia, essendo così diverse tra di loro, hanno flora e fauna abbastanza differenti: il paese è quindi uno dei più ricchi in Europa in termini di biodiversità. Ci sono quattro tipi di regioni biogeografiche in Croazia: la zona mediterranea che comprende le coste e il suo immediato entroterra, la zona alpina a Lika e Gorski Kotar, la zona pannonica lungo la Drava e il Danubio, e la zona continentale nelle aree rimanenti. Significativi sono gli habitat che includono le aree carsiche sommerse come lungo il fiume Zermagna e i canyon della Cherca. La geologia carsica ospita circa 7 000 grotte e pozzi, alcuni dei quali sono habitat per il proteo, l'unico vertebrato troglobio esistente in territorio europeo.
È da segnalare il fatto che il 44% del territorio nazionale croato (2 490 000 ettari) sia ricoperto da foreste, principalmente di latifoglie (querce), sempreverdi (pino d'Aleppo, lecci) o macchia mediterranea. La Croazia conta 523 specie vegetali endemiche (circa il 6% della flora nota), tra gli endemismi è da segnalare in Istria una orchidea (Serapias istriaca M. L. Perko).
In Croazia vi sono più di 380 specie animali protette, tra cui quelle maggiormente degne di nota sono il cinghiale, il lupo, l'orso bruno e, principalmente sull'isola di Cherso, il grifone eurasiatico.

## Cultura

### Architettura

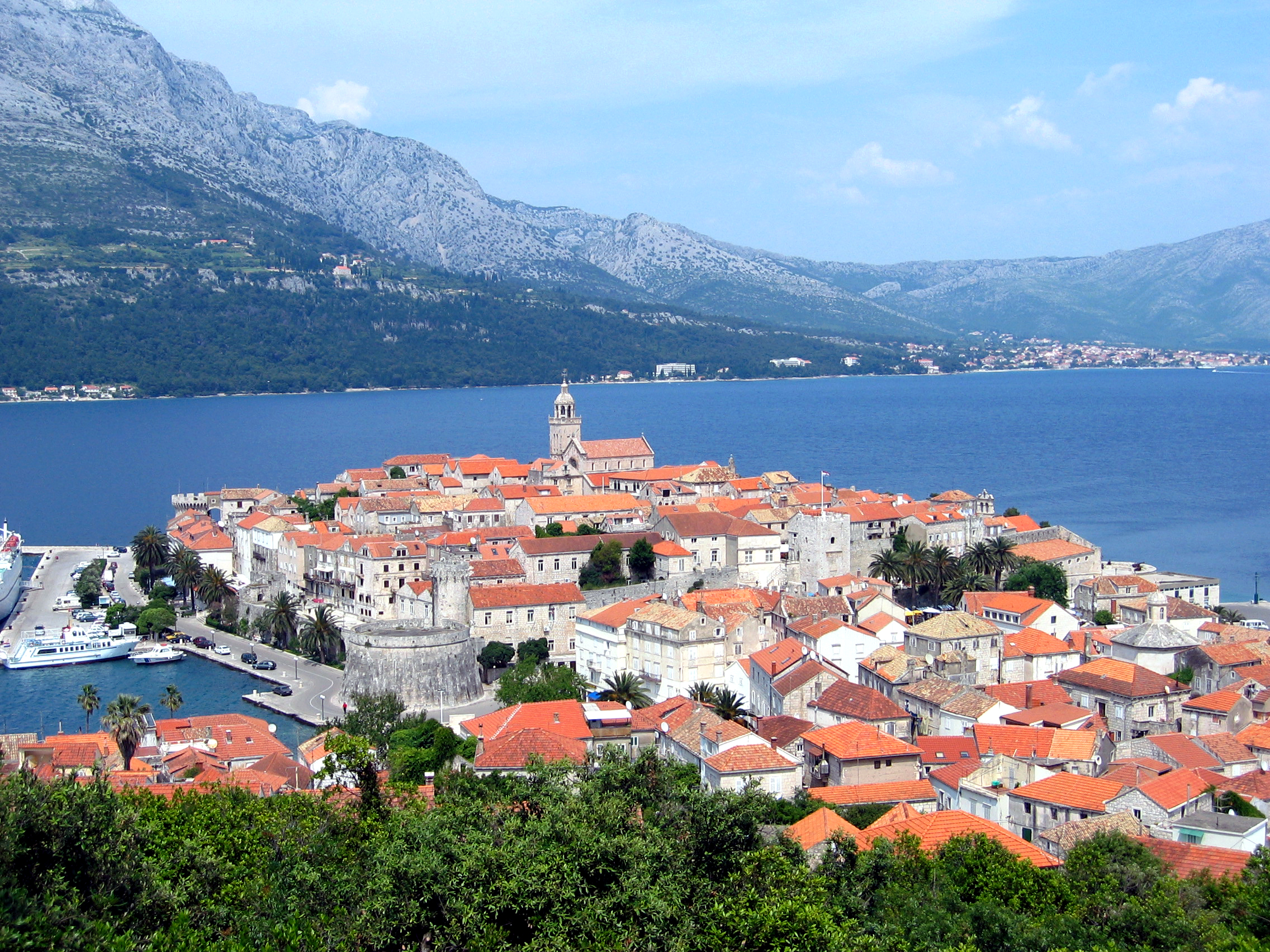
Curzola

L'architettura in Croazia riflette le influenze delle nazioni confinanti. Nel nord e nelle regioni centrali è più visibile influsso austriaco e ungherese, mentre l'architettura trovata lungo le coste della Dalmazia e dell'Istria mostra le influenze veneziane e bizantine.
Numerose sono le testimonianze di epoca romana, soprattutto in Istria e sulla costa dalmata (Arena e Arco dei Sergi a Pola, Palazzo di Diocleziano a Spalato, il sito archeologico di Salona). Vi sono anche molte architetture bizantino-romaniche, come la basilica Eufrasiana a Parenzo o la chiesa di Santa Eufemia a Rovigno. Con la conquista veneziana di una parte della costa croata, l'architettura subì decisamente l'influenza del gotico-veneziano, presente in molti palazzi e chiese delle città principali, come la Cattedrale di San Giacomo a Sebenico e città di Traù. Ragusa (Dubrovnik) emerge come uno dei migliori esempi di architettura rinascimentale. Successivamente, l'architettura barocca si sviluppò prevalentemente nel nord e nella Slavonia, nei centri di Varaždin e Vukovar (quest'ultimo danneggiato durante la guerra di indipendenza croata). Infine, sotto l'Impero asburgico e l'Austria-Ungheria, furono costruiti fastosi e austeri progetti urbanistici in stile di storicismo, principalmente nelle città di Zagabria (Cattedrale di Zagabria), Fiume e Pola.

### Patrimoni dell'umanità
Diversi siti della Croazia sono stati iscritti nella Lista dei patrimoni dell'umanità dell'UNESCO.

### Pittura e scultura
Tra i più noti scultori croati del XX secolo spicca Ivan Meštrović (1883-1962), naturalizzato statunitense, con opere, tra le quali, la scultura di Nikola Tesla, Storia dei croati, ecc.

### Letteratura

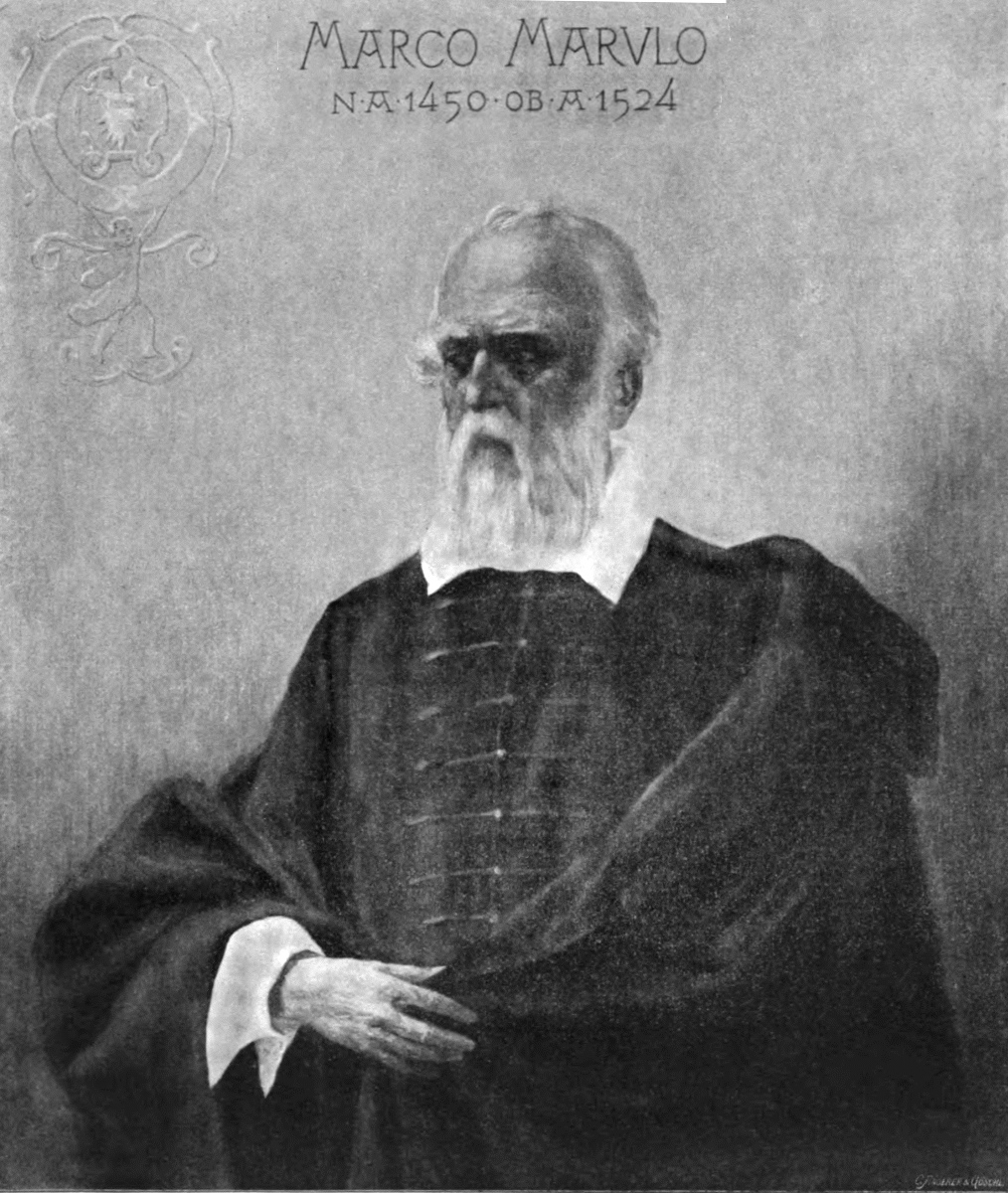
Marco Marulo, illustrazione del 1903.

Il primo esponente della letteratura croata è considerato Marco Marulo (1450-1524) poeta originario di Spalato; egli è famoso per aver scritto il primo documento letterario a stampa in croato, il poema Judita. Contemporaneamente a Ragusa si era sviluppata una corrente letteraria il cui maggior esponente fu Marino Darsa, che scrisse commedie sui problemi della società ispirandosi a Boccaccio e ad altri letterati italiani. La città di Ragusa, grazie anche alla sua florida economia, fu il fulcro della vita culturale croata per tutta l'età barocca; si ricorda il poeta Giovanni Gondola, che scrisse alcuni poemi riguardanti le vicende cittadine. Nell'Ottocento si sviluppò il Movimento Illirico, che mirava all'unificazione di Croati e Serbi all'interno dell'Impero austro-ungarico; per questo le opere prodotte dai partecipanti a questo movimento trattano di temi nazionalistici, riflessivi e patriottici, pur facendo parte della corrente romantica; tra gli autori più rappresentativi si può ricordare Luka Botić. Altro importante esponente della poesia romantica in Croazia fu Petar Preradović.
Nel XX secolo la letteratura croata raggiunge una certa notorietà internazionale con Miroslav Krleža, autore di romanzi a sfondo sociale, e con Josip Kosor, autore di drammi rappresentati con successo in molti paesi europei e di romanzi tradotti in numerose lingue.
Inoltre ricordiamo l'importante opera poetica di Tin Ujević, di Dobriša Cesarić e di Frano Alfirević, oltre che quella saggistica di Milutin Nehajev, e quella drammaturgica di Milan Ogrizović e di Mirko Bogović.. Mila Pavićević, fu la prima scrittrice croata ad aggiudicarsi il Premio letterario dell'Unione europea, nel 2009, con la raccolta Djevojčica od leda i druge bajke.

### Musica
La musica croata tradizionale viene eseguita con delle zampogne, tra cui il mih, flauti, tra cui il rozenice o sopilo, anche strumenti simili a chitarre e mandolini. Per l'accompagnamento vengono usati il contrabbasso e la fisarmonica. La musica classica invece assomiglia a quella serba e quella austriaca. Tipica musica tradizionale dalmata è la klapa.
Tra i maggiori cantanti croati ricordiamo Oliver Dragojević e Severina Vučković e per il genere dance si è distinta, in particolare, Nina Badrić.

### Cinema
Nell'ambito dei film ambientati in Croazia possiamo ricordare, tra gli altri, Padre Vostro (2013), del regista croato Vinko Brešan.

### Scienza

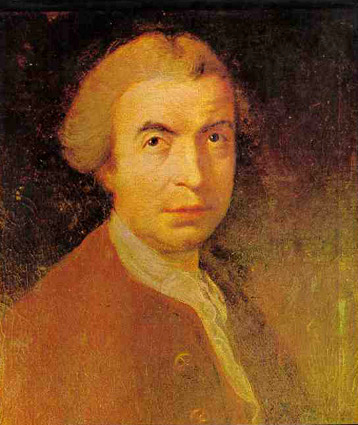
Ruggero Giuseppe Boscovich, da un ritratto di Robert Edge Pine, Londra 1760.

Nel XVIII secolo ricordiamo l'importante contributo scientifico di Ruggero Giuseppe Boscovich.
Nel XX secolo si distinse la figura del sismologo Andrija Mohorovičić (1857-1936), noto per la Discontinuità di Mohorovičić (1909), cioè una zona tra la crosta terrestre e il mantello terrestre.
È da ricordare anche Lavoslav Ružička che si è occupato delle ricerche sul polietilene e sui terpeni, vincendo il Premio Nobel per la chimica nel 1939.

#### Croazia nello spazio
21 dicembre 2024: viene lanciato CroCube, il primo satellite croato

## Sport

### Calcio
Lo sport più popolare è il calcio. Il movimento calcistico croato ha prodotto giocatori del calibro di Zvonimir Boban, Robert Jarni, Darijo Srna, Davor Šuker (capocannoniere della nazionale croata con 45 reti), Robert Prosinečki, Mario Stanić, Ivan Perišić, Mario Mandžukić, Ivan Rakitić, Luka Modrić (vincitore del Pallone d'oro 2018 e primo croato ad aggiudicarsi il premio), Marcelo Brozović e Mateo Kovačić. La nazionale croata di calcio raggiunse nel campionato mondiale di calcio 1998 il terzo posto al suo esordio nella rassegna, dopo aver perso contro i padroni di casa della Francia in semifinale e vinto contro i Paesi Bassi nella finale per il terzo posto. Nel campionato mondiale di calcio 2018 la squadra ottenne uno storico secondo posto, dopo la sconfitta in finale contro la Francia. Nel campionato mondiale di calcio 2022 la Croazia si piazzò nuovamente al terzo posto, eliminata in semifinale dai futuri campioni del mondo dell'Argentina e vittoriosa nella finale per il terzo posto contro il Marocco. Nella UEFA Nations League 2022-2023 ottenne il secondo posto, sconfitta in finale dalla Spagna ai tiri di rigore.
Nelle realtà calcistiche di club una menzione merita la Dinamo Zagabria, dalla quale è passata la maggior parte dei più grandi giocatori croati, l'Hajduk Spalato, che vive un'accesa rivalità con la Dinamo, e il Rijeka, che insieme alle altre due è una delle tre squadre che hanno vinto il campionato croato.

### Tennis
La Croazia vanta una buona tradizione tennistica con campioni del calibro di Goran Ivanišević, in grado di vincere nel 2001 il titolo più ambito nel tennis, ovvero Wimbledon, addirittura partendo come Wild-card, ovvero come giocatore invitato direttamente dagli organizzatori, in quanto al momento del torneo il tennista croato era il numero 125 sulla lista ATP. Mario Ančić, Ivo Karlović, Ivan Ljubičić e Marin Čilić, anche lui in grado di vincere un titolo dello slam, sconfiggendo Kei Nishikori nel 2014 nella finale degli US Open.
Come nazionale si sono aggiudicati la famigerata Coppa Davis due volte, nel 2005 e nel 2018, e per di più in due occasioni arrivarono secondi, nel 2016 e nel 2021.
Come doppisti vanno menzionati anche Mektić e Pavić, in grado di vincere insieme sia Wimbledon sia l'oro olimpico, ai giochi olimpici di Tokyo 2021. Da brividi la finale che venne giocata da ben quattro giocatori croati, da una parte la coppia sopracitata e dall'altra Čilić e Dogig, cosa che era successa solo un'altra volta nella storia dei giochi.

### Sci alpino
Ottimi risultati ha conseguito la Croazia nella disciplina dello sci alpino con Janica Kostelić, vincitrice, tra l'altro, di ben 5 ori mondiali, 4 ori e 2 argenti alle olimpiadi e 3 volte vincitrice della Coppa del mondo di sci alpino.
Ivica Kostelić, fratello di Janica è stato in grado di vincere 4 argenti olimpici, 1 oro, 1 argento e un bronzo ai mondiali; si aggiudicò per di più la Coppa del mondo nel 2011.

### Pallacanestro
Altro sport molto popolare in Croazia è senza dubbio la pallacanestro. Proprio in questo sport la Croazia fu tra le prime nazioni europee a far emergere diversi talenti capaci di giocare nella NBA e di competere con i cestisti statunitensi. La figura più emblematica è senza dubbio quella di Dražen Petrović, uno dei migliori cestisti europei di sempre e uno dei migliori in assoluto della sua generazione, in grado di segnare ben 114 punti in una sola partita. Petrović vinse tutto con il Cibona, prima di trasferirsi al Real Madrid. In seguito fece il grande salto nella NBA, andando a giocare prima nei Portland Trail Blazers e successivamente nei New Jersey Nets, dove venne eletto per il terzo miglior quintetto in NBA. Altri tre grandi giocatori capaci di affermarsi nella NBA furono Stojko Vranković, Dino Rađa e soprattutto Toni Kukoč, compagno di Michael Jordan ai Chicago Bulls, con i quali vinse tre titoli NBA, venendo anche eletto miglior sesto uomo nell'anno.
La Croazia al suo esordio olimpico, ai Giochi olimpici di Barcellona 1992, portò a casa uno storico argento, venendo sconfitta solamente in finale dall'imbattibile Dream team degli USA. Nel 1995, la nazionale croata conquistò il bronzo ai campionati europei di pallacanestro, dove però la festa venne rovinata dalla politica e dalla guerra; in quanto prima in quella occasione arrivò la Jugoslavia, e come segno di protesta i giocatori croati abbandonarono il podio: la guerra era ancora in atto e dal punto di vista croato l'attacco jugoslavo nei confronti della Croazia non era finito.
Negli anni 2000, 2010 e 2020 i giocatori più importanti sono stati Bojan Bogdanović, Ivica Zubac e Dario Šarić, che hanno giocato in NBA in diverse squadre. Per di più Sarić è nato nella stessa città di Dražen Petrović, ovvero Sebenico.

### Pallanuoto
La Nazionale di pallanuoto maschile della Croazia è da sempre considerata una delle più vincenti e più importanti della Pallanuoto, insieme a Italia, Serbia e Ungheria.
Nel palmares conta due argenti olimpici, vinti nel 1996 e nel 2016, e un oro, aggiudicatosi nel 2012 a Londra; tre ori ai mondiali, del 2007,del 2017 e del 2024, 4 bronzi e 1 argento. Negli europei si sono aggiudicati due ori, entrambi vinti quando hanno organizzato l'evento in patria nel 2010 nel 2022, tre argenti e un bronzo.
La figura più importante è sicuramente l'allenatore Ratko Rudić, mentre tra i giocatori possiamo menzionare Igor Hinić, Samir Barać, Sandro Sukno, Damir Burić, Maro Joković e Marko Bijač.
Mentre nelle realtà di club, le società più gloriose sono lo Jug, Mladost e il Primorje.

### Pallamano
La Nazionale vanta numerose vittore ma le più importanti sono i due ori alle Olimpiadi del 1996 e alle Olimpiadi del 2004, mentre alle Olimpiadi di Londra ha ottenuto la medaglia di bronzo.
A livello di mondiali ha vinto l'edizione del 2003 svoltasi in Portogallo, e si è aggiudicata ben 3 argenti e un bronzo. Mentre agli europei non è mai riuscita a salire sul gradino più alto del podio, infatti ha portato a casa 3 argenti e 3 bronzi, dei quali l'ultimo Argento nel 2020.
Il mentore della nazionale è stato Lino Červar, mentre come giocatori si possono ricordare Ivano Balić, Mirza Džomba, Vlado Šola, Ivan Čupić, Luka Cindrić e Domagoj Duvnjak.
A livello nazionale il club più prestigioso è lo Zagabria, in grado addirittura di vincere 31 Titoli di campione di Croazia, ovvero da quando la Croazia è diventata indipendente ha vinto tutti i campionati, e ben 28 coppe croate e si è laureato due volte campione d'europa, nel 1992 e nel 1993.

### Giochi olimpici
Il primo oro olimpico per la Croazia fu conquistato dalla Nazionale di pallamano maschile della Croazia, ai Giochi olimpici di Atlanta 1996. La prima medaglia olimpica fu vinta nel tennis, doppio maschile, da Goran Ivanišević e Goran Prpić, medaglia di bronzo, a Barcellona 1992. Importante atleta femminile è stata Blanka Vlašić (Spalato, 8 novembre 1983) è un'ex altista croata, vincitrice del titolo mondiale ad Osaka il 2 settembre 2007 con un salto di 2,05 m e a Berlino il 20 agosto 2009 con un salto di 2,04 m. Ha inoltre vinto l'argento ai Giochi olimpici di Pechino 2008 e il bronzo ai Giochi olimpici di Rio de Janeiro 2016.

## Mezzi di informazione

### Media

#### Televisione
In Croazia sono presenti differenti piattaforme televisive: DVB-T nazionale, DVB-T regionali e locali, IPTV (MaxTV, Iskon TV, OptiTV, A1TV), televisione satellitare, televisione mobile, DVB-T Pay TV (Evo TV).
Canali della televisione digitale terrestre (DVB-T) gratuiti sono i seguenti:
- Hrvatska radiotelevizija (HRT) - ente pubblico radiotelevisivo (Radiotelevisione croata); trasmette canali radiofonici e televisivi, attraverso trasmettitori collocati su tutto il territorio nazionale e mediante l'ausilio del satellite Eutelsat 16° est. La Radiotelevisione Croata è suddivisa in tre unità: Radio croata (Hrvatski radio), Televisione croata (Hrvatska televizija) e Produzione musicale (Glazbena proizvodnja). HRT trasmette programmi televisivi su quattro canali: 
  - HRT 1 - canale generalista
  - HRT 2 - caratterizzato da programmi sportivi (con particolare riferimento alle nazionali), programmi educativi e di intrattenimento (serie televisive, film)
  - HRT 3 - programmi dedicati alla cultura e storia. Il canale anche trasmette documentari, reportage, film e telefilm cult ed esplora le nuove forme di cinema e televisione.
  - HRT 4 - canale televisivo all-news croato
- Nova TV - emittente televisiva privata, nata nel 2000. Dal 2004 fa parte del gruppo Central European Media Enterprises (CME). Trasmette su due canali:
  - Nova TV - canale generalista: offre una combinazione di intrattenimento (serie televisive, reality show) e informazione (telegiornali)
  - Doma TV - canale del Nova TV dedicato alle serie televisive, telenovele e soap opere
- RTL - emittente televisiva privata, lanciata nel 2004. Fa parte del RTL Group che in Croazia trasmette su tre canali:
  - RTL (fino al 4 dicembre 2015 RTL Televizija) è canale generalista - telegiornali, serie televisive, reality show, reportage
  - RTL 2 - programmi dedicati all'intrattenimento (serie televisive, telenovele)
  - RTL Kockica - programmi dedicati per bambini
- Sportska televizija - emittente televisiva a tema sportivo, nata nel 2011 e posseduta dal Comitato Olimpico Croato
- CMC TV (Croatian Music Channel) - canale privato dedicato alla musica croata

A ottobre 2010 è stato completato il passaggio alla televisione digitale terrestre o DVB-T su tutto il territorio croato (switch-off il 5 ottobre 2010).

#### Giornali
I giornali quotidiani maggiori sono:
- Večernji list - quotidiano a diffusione nazionale (Zagabria)
- 24sata - quotidiano formato tabloid (Zagabria)
- Jutarnji list - quotidiano a diffusione nazionale (Zagabria)
- Slobodna Dalmacija - quotidiano a diffusione nazionale (Spalato)
- Novi list - quotidiano a diffusione nazionale (Fiume)
- Glas Slavonije - quotidiano a diffusione nazionale (Osijek)
- Glas Istre - quotidiano a diffusione nazionale (Pola)
- La Voce del popolo - quotidiano in lingua italiana (Fiume)

## Folclore e tradizioni
In merito al folclore croato ricordiamo la leggenda di Jure Grando, un contadino istriano morto nel 1656, il cui corpo, in seguito, sarebbe stato disseppellito e quindi decapitato in quanto si ipotizzò che fosse diventato un vampiro. Jure Grando può essere considerato probabilmente il primo vampiro documentato da fonti scritte.

## Festività nazionali
| Data      | Nome                            | Significato                                                                 |
| --------- | ------------------------------- | --------------------------------------------------------------------------- |
| 30 maggio | Festa nazionale della Croazia   | Giorno in cui il Parlamento croato si riunisce per la prima volta, nel 1990 |
| 22 giugno | Giorno della lotta antifascista | Primo distaccamento partigiano a Sisak, nel 1941                            |
| 8 ottobre | Dan neovisnosti                 | Giorno dell'indipendenza dalla Jugoslavia, nel 1991                         |

## Gastronomia
La cucina croata è molto variegata ed è proprio per questo conosciuta di più sotto le sue denominazioni regionali; l'Unione europea ha già riconosciuto e protetto alcuni prodotti tipici sotto la denominazione di prodotti ZOI e ZOZP croati. Le radici affondano nel periodo preslavo e la differenza nella scelta degli ingredienti e nelle preparazioni è molto accentuata, se si paragona la parte continentale con quella marittima. Per la cucina continentale, le basi sono state gettate dalla cucina preslava e dai contatti, molto più recenti, con cucine più conosciute e rinomate - quella ungherese, viennese e turca. Una delle preparazioni più originale è quella della carne di tìblizze del Međimurje, tipica dell'estremo Nord del paese. Le regioni della costa sono caratterizzate dagli influssi dei Greci, Romani, Illiri; poi dei Veneziani e più tardi anche dalle cucine italiana e francese. Alcuni tra i più famosi piatti tipici sono essenzialmente a base di pesce appena pescato e cotto, servito con contorno di bietola (blitva) o patate (krumpir). Allo stesso modo si servono i frutti di mare, come le vongole (mušule), gli scampi (škampi), le ostriche (kamenice) e i mitili (dagnje). Un antipasto estivo molto comune è la salata od hobotnice, un'insalata di polpo con patate, cipolline e polpo. Dall'influenza slava, sono comuni in Croazia anche i ćevapčići. Gli influssi della cucina italiana (e specificatamente di quella veneziana) sono presenti nei risotti (rižot), come lo crni rižot, il risotto al nero di seppia, o il rižot sa škampima, il risotto ai gamberetti. I dolci sono pochi, e il più comune è la palačinke (crepes), serviti con nocciole, marmellata o cioccolato. Nei dintorni di Ragusa si può assaporare la rožata, simile alla crême brulée, mentre sull'isola di Lissa il dolce tipico è la pogača, una focaccia sottile farcita.

### Esplicative
1. ↑  Dati del censimento 2001

### Bibliografiche
1. ↑  Vedi Lingue
2. 1 2 3   Croazia, su europa.eu, Unione europea. URL consultato il 30 giugno 2013.
3. ↑   Dati Eurostat, su epp.eurostat.ec.europa.eu. URL consultato il 3 settembre 2014.
4. ↑  (EN) Country comparison: population growth rate, su cia.gov, CIA World Factbook. URL consultato il 7 aprile 2020 (archiviato dall'url originale il 9 gennaio 2019).
5. 1 2 3 4  (EN) World Economic Outlook Database, October 2024, su imf.org, Fondo Monetario Internazionale. URL consultato il 1º gennaio 2025.
6. ↑   Tasso di fertilità nel 2010, su data.worldbank.org. URL consultato il 12 febbraio 2013.
7. 1 2  (EN) Croatia, su cia.gov, CIA World Factbook. URL consultato il 7 aprile 2020 (archiviato dall'url originale il 15 maggio 2020).
8. ↑   Statuto della Regione istriana, su istra-istria.hr. URL consultato il 7 aprile 2020 (archiviato dall'url originale il 20 gennaio 2020).
9. ↑  (EN) NATO's Relations with Croatia, su nato.int, NATO. URL consultato il 7 ottobre 2016 (archiviato dall'url originale il 10 ottobre 2016).
10. ↑  Per voce del suo ministro degli esteri Jón Baldvin Hannibalsson.
11. ↑  (HR) Ivan Zupanc, Gdje nas je premalo, a gdje previše: razmještaj stanovništva Hrvatske, in Geografija.hr, 14 ottobre 2003. URL consultato il 25 luglio 2012 (archiviato dall'url originale il 4 luglio 2014).
12. ↑  (EN) Dragutin Babić, Ethnic Changes in the Population Structure of Counties in Slavonia between Two Censuses (1991–2001), in Migracijske i etničke teme, vol. 19, n. 1, marzo 2003. URL consultato il 25 luglio 2012.
13. ↑  (HR) Lena Mirošević e Branimir Vukosav, Prostorni identiteti otoka Paga i južnoga podvelebitskog primorja, in Geoadria, vol. 15, n. 1, giugno 2010. URL consultato il 25 luglio 2012.
14. 1 2   2010 – Statistical Yearbook of the Republic of Croatia (PDF), su dzs.hr, Ufficio croato di statistica (Državni zavod za statistiku o DZS), dicembre 2010. URL consultato il 7 ottobre 2011.
15. ↑  (HR) U Hrvatskoj dvostruko više doseljenika, su limun.hr, 21 luglio 2007. URL consultato il 12 ottobre 2011 (archiviato dall'url originale il 14 gennaio 2017).
16. ↑   MIGRACIJA STANOVNIŠTVA REPUBLIKE HRVATSKE U 2018./MIGRATION OF POPULATION OF REPUBLIC OF CROATIA, 2018, su dzs.hr.
17. 1 2   NATURAL CHANGE IN POPULATION IN THE REPUBLIC OF CROATIA, 2020, su dzs.hr.
18. ↑   Europe :: Croatia – The World Factbook – Central Intelligence Agency, su cia.gov, 22 settembre 2021.
19. ↑   Max Roser, Total Fertility Rate around the world over the last two centuries, in Our World in Data, Gapminder Foundation, 2014. URL consultato il 6 maggio 2019 (archiviato dall'url originale il 7 agosto 2018).
20. ↑   The World FactBook – Croatia, in The World Factbook, 12 luglio 2018.
21. ↑  (HR) Projekcija stanovništva Republike Hrvatske 2010. – 2061. (PDF), su dzs.hr, Croatian Bureau of Statistics, 2011. URL consultato il 9 settembre 2019.
22. ↑  (HR) Vlada uslišila molbe: Povećane kvote dozvola za strane radnike, su vecernji.hr.
23. ↑   Nick Vidak, The Policy of Immigration in Croatia, in Politička Misao: Croatian Political Science Review, vol. 35, n. 5, Università di Zagabria, facoltà di scienze politiche, 2008,  pp. 57-75, ISSN 0032-3241 (WC · ACNP). URL consultato il 15 ottobre 2010.
24. ↑  Sito di Tomislv Jonjic giornalista, politico e storico croato
25. ↑   sito ufficiale del governo croato per il ritorno degli esuli, su povratak.hr. URL consultato l'8 ottobre 2007 (archiviato dall'url originale il 6 ottobre 2007).
26. ↑   Republika Hrvatska - Državni zavod za statistiku, su dzs.hr. URL consultato il 19 giugno 2014.
27. ↑   Serbi in Croazia (PDF), su dzs.hr.
28. ↑  Bartoli, Matteo. Le parlate italiane della Venezia Giulia e della Dalmazia. p.46
29. ↑  Seton-Watson, "Italy from Liberalism to Fascism, 1870-1925". pag. 107
30. ↑  Dizionario Enciclopedico Italiano (Vol. III, pag. 729), Roma, Ed. Istituto dell'Enciclopedia Italiana, fondata da Giovanni Treccani, 1970
31. ↑  La Comunità Nazionale Italiana nei censimenti jugoslavi 1945-1991, CRS di Rovigno, Trieste-Rovigno 2001.
32. 1 2   Italiano popolare a Fiume. Lettere di semicolti (1915-1945) (PDF), su paduaresearch.cab.unipd.it. URL consultato il 6 febbraio 2021.
33. ↑  Dati ufficiali del censimento 2001 relativi ai gruppi etnici
34. ↑  Dati ufficiali del cens. 2001 relativi ai gruppi linguistici (madrelingua)
35. ↑  14. STANOVNIŠTVO PREMA VJERI, PO GRADOVIMA/OPĆINAMA, POPIS 2001.
36. ↑  Statistics by Country, by Catholic Population [Catholic-Hierarchy]
37. ↑   Krsto Babić, In Croazia gli italiani sono 17.807 di madrelingua italiana 18.573 (PDF), in La Voce (periodico), Fiume, EDIT, 18 febbraio 2012. URL consultato il 20 maggio 2016 (archiviato dall'url originale il 10 febbraio 2014).
38. ↑  (HR) Hrvatska: 78% govori strani jezik, su monitor.hr, 5 aprile 2011. URL consultato il 20 maggio 2016 (archiviato dall'url originale il 24 giugno 2016).
«Al terzo posto i cittadini che affermano di conoscere la lingua italiana - 23% (Na trećem mjestu građani iskazuju da poznaju talijanski jezik – 23%)»
39. ↑   Costituzione della Repubblica di Croazia ("Gazzetta Ufficiale" No. 85 del 9 luglio 2010 - testo emendato - estratti) (PDF), su Regione istriana. Amministrazione. Costituzione, leggi e altri atti del Parlamento croato. URL consultato il 19 ottobre 2016.
40. 1 2 3 4  (EN) THE CONSTITUTION OF THE REPUBLIC OF CROATIA (consolidated text), su Parlamento croato (sabor.hr). URL consultato il 19 ottobre 2016.
41. ↑  Dal 1992 al 2001 il Parlamento era bicamerale con la Camera dei deputati (Zastupnički dom, "camera bassa") e la Camera delle regioni/contee (Županijski dom, "camera alta" con tre rappresentanti di ogni regione e della città di Zagabria eletti direttamente dai cittadini nelle regioni e nella città di Zagabria; e cinque "cittadini meritevoli" nominati dal Presidente della Repubblica). L'ultima aveva diritto di veto legislativo, ma se la Camera dei deputati avesse riapprovato la legge a maggioranza dei votti di tutti i deputati, la legge sarebbe entrata in vigore. Aveva anche il potere di proporre i giudici costituzionali e i membri del Consiglio Giudiziario dello Stato alla Camera dei deputati che li approvava. Il Governo era responsabile verso la Camera dei deputati. La Camera delle regioni/contee fu abolita con le modifiche costituzionali del 28 marzo 2001.
42. ↑  (EN) Act on Elections of Representatives to the Croatian Parliament (Official Gazette 120/2011- consolidated text), su Parlamento croato (sabor.hr). URL consultato il 9 ottobre 2016 (archiviato dall'url originale il 10 gennaio 2019).
43. ↑  140 deputati vengono eletti nel territorio nazionale (10 collegi o circoscrizioni elettorali) e 3 nel circoscrizione Estero dai cittadini croati residenti all'estero, i.e. Dijaspora.
44. ↑  (EN) STANDING ORDERS OF THE CROATIAN PARLIAMENT (Official Gazette 81/2011), su Parlamento croato (sabor.hr). URL consultato il 10 ottobre 2016.
45. ↑  (EN) Croatian Parliament. About the Parliament, su Parlamento croato (sabor.hr). URL consultato il 27 ottobre 2016.
46. ↑  (HR) Zakon o Vladi Republike Hrvatske (Narodne novine 150/2011, 119/2014, 93/2016), su zakon.hr. URL consultato il 17 ottobre 2016.
47. ↑  (HR) Zakon o državnom odvjetništvu (Narodne novine 76/2018), su zakon.hr. URL consultato il 7 agosto 2018.
48. ↑   Legge costituzionale sulla Corte costituzionale della Repubblica di Croazia (“Gazzetta Ufficiale” No. 49 del 3 maggio 2002 – testo emendato) (PDF), su Regione istriana. Amministrazione. Costituzione, leggi e altri atti del Parlamento croato. URL consultato il 19 ottobre 2016.
49. ↑  Università di Zagabria
50. ↑  (EN) Croatia and the backlash against women's rights, su Equal Times.
51. ↑   Croazia, parlamento vota fiducia a nuovo governo Plenkovic, su gdp.ch, Giornale del popolo (ATS News), 19 ottobre 2016. URL consultato il 19 ottobre 2016 (archiviato dall'url originale il 20 ottobre 2016).
52. ↑   Plenković: un governo di tutti i cittadini, su editfiume.com, La Voce del popolo, 20 ottobre 2016. URL consultato il 20 ottobre 2016 (archiviato dall'url originale il 21 ottobre 2016).
53. ↑  https://www.jutarnji.hr/video/news/andrej-plenkovic-dobio-podrsku-vecine-zastupnika-76-ih-je-bilo-za-a-59-protiv-15009781
54. ↑  Atlante Geopolitico Treccani (Croazia). URL consultato il 26 settembre 2016
55. ↑   La Croazia entrerà a far parte dell’area dell’euro il 1º gennaio 2023, su ecb.europa.eu. URL consultato il 9 dicembre 2022.
56. ↑  1st Offshore Licensing Round For Licences For The Exploration And Production Of Hydrocarbons
57. ↑  1st Offshore 2014 Archiviato il 6 luglio 2014 in Internet Archive.
58. ↑  Slavlje na splitskoj Rivi i Trgu bana Jelačića / Lipanj / 2005 / Novosti i najave / Naslovnica / Vlada Republike Hrvatske - službeni web portal Archiviato il 14 maggio 2011 in Internet Archive.
59. ↑   Hrvatske autoceste d.o.o, su hac.hr. URL consultato l'11 febbraio 2008 (archiviato dall'url originale il 10 aprile 2008).
60. ↑  EuroTest Archiviato il 30 aprile 2011 in Internet Archive.
61. ↑  (HR) Prihodi u 2017. najbolje pokazuju napredak hrvatskog turizma [Revenue in 2017 show best Croatian tourism's progress], in hr.n1info.com, N1, 30 marzo 2018. URL consultato il 22 aprile 2018 (archiviato dall'url originale il 22 aprile 2018).
62. ↑  (HR) Tomislav Pili e Davor Verković, Iako čini gotovo petinu BDP-a, i dalje niskoprofitabilna grana domaće privrede [Even though it comprises nearly a fifth of the GDP, it is still a low-profit branch of the national economy], in Vjesnik, 1º ottobre 2011. URL consultato il 20 ottobre 2011 (archiviato dall'url originale il 14 giugno 2012).
63. ↑  (HR) Turistički prihod porast će prvi put nakon 2008. [Tourist income to rise for the first time since 2008], in t-portal.hr, T-Hrvatski Telekom, 14 settembre 2011. URL consultato il 21 ottobre 2011.
64. ↑   History of Opatija, su opatija-tourism.hr, Opatija Tourist Board. URL consultato il 21 ottobre 2011 (archiviato dall'url originale il 29 aprile 2012).
65. ↑   Activities and attractions, su croatia.hr, Croatian National Tourist Board. URL consultato il 21 ottobre 2011.
66. ↑   Croatia, su blueflag.org, Foundation for Environmental Education. URL consultato il 21 ottobre 2011 (archiviato dall'url originale il 2 dicembre 2011).
67. ↑   UNWTO World Tourism Barometer (PDF), su unwto.org, ottobre 2007. URL consultato il 23 aprile 2008 (archiviato dall'url originale il 10 settembre 2013).
68. ↑   Croatian highlights, Croatia, su euro-poi.com. URL consultato il 26 marzo 2013 (archiviato dall'url originale il 24 febbraio 2013).
69. ↑  www.parks.it
70. ↑  United Nations Environment Programme Archiviato il 29 settembre 2007 in Internet Archive.
71. ↑  Geografija.hr, „Voda: resurs 21. stoljeća“ (kroatisch) Archiviato il 22 giugno 2007 in Internet Archive.
72. ↑  Rapporto Mondiale sullo Sviluppo Idrico, marzo 2006
73. ↑   Jasminka Radović; Kristijan Čivić; Ramona Topić, eds., Biodiversity of Croatia (PDF), State Institute for Nature Protection, Ministry of Culture (Croatia)., 2006, ISBN 953-7169-20-0.
74. ↑  (HR) Kosor, Josip, su enciklopedija.hr. URL consultato il 16 settembre 2018.
75. ↑   le muse, VI, Novara, De Agostini, 1964,  pp. 298-299.
76. ↑   Frano Alfirević, in le muse, I, Novara, De Agostini, 1964,  p. 132.
77. ↑   Milutin Nehajev, in le muse, VIII, Novara, De Agostini, 1967,  pp. 238-239.
78. ↑   Milan Ogrizović, in le muse, VIII, Novara, De Agostini, 1967,  p. 356.
79. ↑  https://euprizeliterature.eu/author/mila-pavisevic
80. ↑  https://glashrvatske.hrt.hr/en/domestic/the-first-croatian-satellite-crocube-was-launched-into-orbit-on-saturday-11922704
81. ↑  https://www.goticomania.it/vampiri/jure-grando-vampiro-istriano.html